# Haven van Spijkenisse

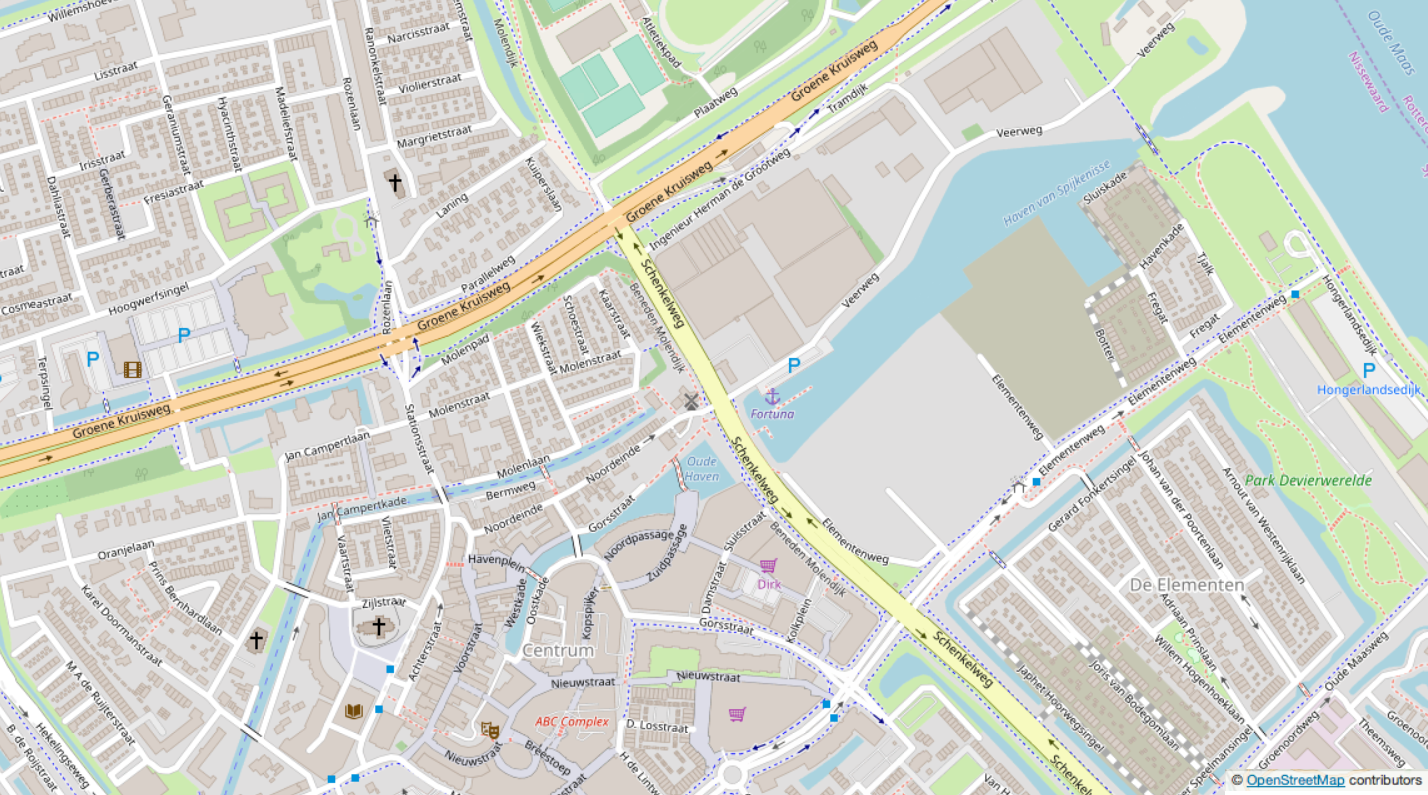
Kaart haven van Spijkenisse 2019

De haven van Spijkenisse ligt tussen het huidige oude centrum van de Nederlandse  stad Spijkenisse en de Oude Maas. Oorspronkelijk was het een natuurlijke haven, ontstaan uit een kreek. Langs de oevers van die kreek vestigden zich eind 12e eeuw boeren, wat het begin van Spijkenisse markeert. Deze kreek heeft eeuwenlang gediend als haven. Nu is een gedeelte ervan gedempt en een ander gedeelte afgesloten. Alleen het laatste gedeelte heeft nog een open verbinding met de Oude Maas en wordt door de pleziervaart als haven gebruikt.

## Ontstaan van de haven
In de 12e eeuw was er nog geen haven en liepen er kreken in onbewoond gebied. Een van de kreken, De Ritte, liep vanuit het zuidwesten, van ver voorbij de huidige Hekelingsweg, via de huidige Rademacherstraat naar de Oude Maas. Op de noordoever daavan vormde zich een kreekrug (getijinversierug), die door bewoners aan het einde van de 12e eeuw werd omgevormd tot een woondijk, de huidige Voorstraat. Later werd haaks op de Voorstraat een nieuwe dijk gelegd, de huidige Nieuwstraat, om die oorspronkelijke kreek af te dammen, evenals een kreek die vanuit het zuiden liep, De Drie Ritten, die voorheen ook in de Oude Maas uitmondde. Zo ontstond de haven van Spijkenisse.

## Spuien

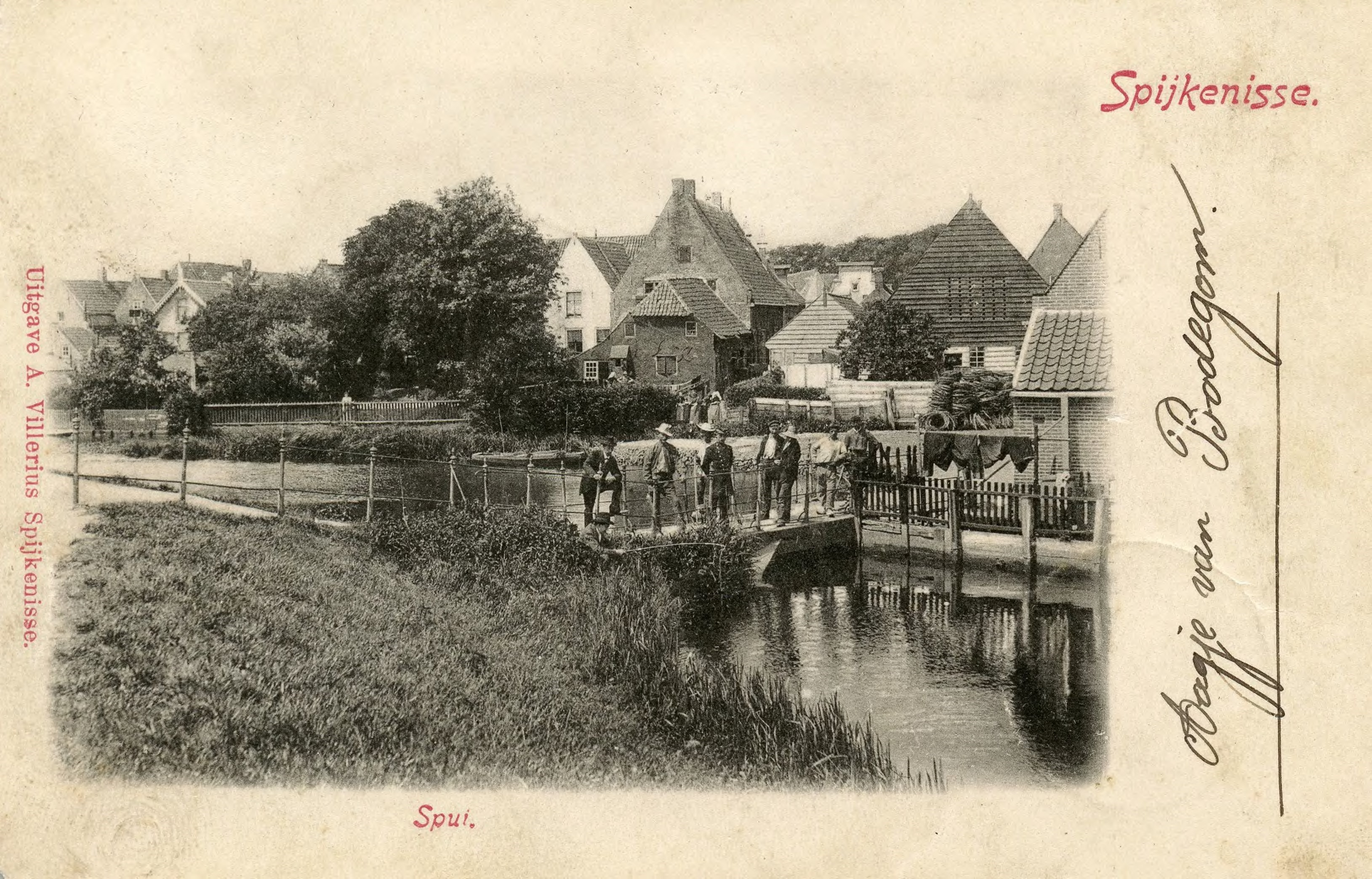
Loopbrug over het sluisje in het Spui (±1902)

Het water in deze haven kon dus niet langer worden aangevoerd door de kreek, maar kwam uit de Oude Maas. Door eb en vloed in de monding van de Oude Maas werd deze haven een getijdehaven. Later werd hiervan gebruik gemaakt om de haven op diepte te houden. In het toenmalige achterste gedeelte van de haven, vanaf de Nieuwstraat via de huidige Rademacherstraat tot aan de Kaaistraat (het Spui), werd het water na de vloed vastgehouden in een zogeheten Spuikom, door middel van een sluisje. Bij eb zette men het sluisje (en de keersluis bij de molen, nu Schenkelweg) weer open en liet men zo het water weer schieten. Hierdoor bleef de haven op natuurlijke weg op diepte: het terugstromende water nam steeds bezinksel en andere troep mee naar de Oude Maas. Het spuien bij eb bleef doorgaan tot 1962, toen het Spui werd gedempt.

## Functies van de haven

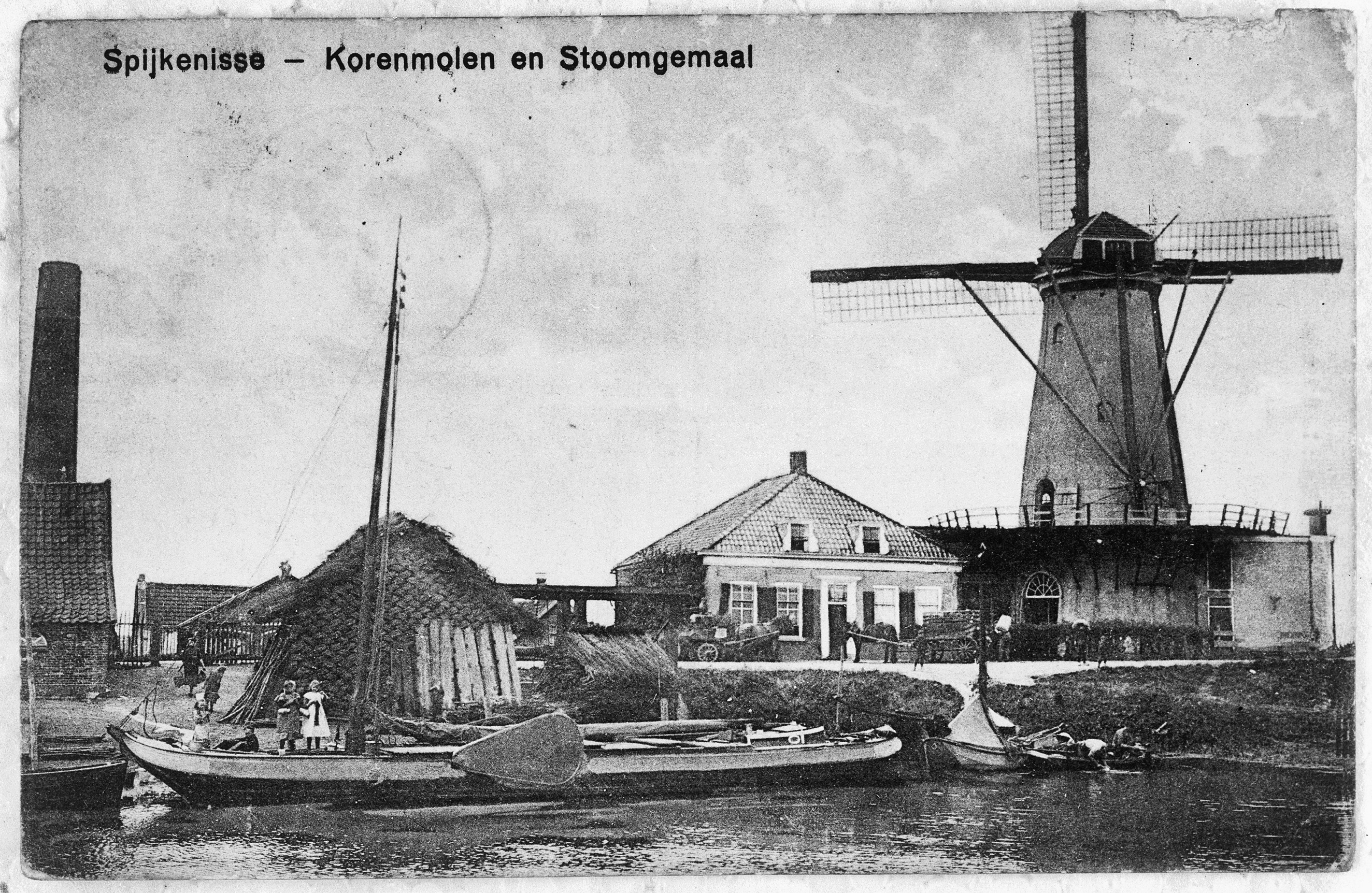
Molen Nooitgedacht aan de haven (1909)

### Graanmolens aan de haven
Pal aan de haven had men in de late Middeleeuwen een graanmolen gebouwd die op waterkracht werkte. Twee keer per dag, bij eb, werd hij in werking gezet door het spuien van het water naar de Oude Maas. Het schieten van het water uit de haven bracht het scheprad daarvan en zo de molenstenen in beweging. Hiermee kon graan worden gemalen. In de 19e eeuw werd deze getijdenmolen vervangen door een windmolen; de huidige molen Nooitgedacht stamt uit 1860.

### Lozing van polderwater
Om het overtollige water uit de polders van Geervliet, Biert, Simonshaven en Spijkenisse te kunnen lozen, werd in de 16e eeuw de Vierambachtenboezem gegraven. Via windmolens werd dit water bij eb in de Spijkenisser haven geloosd en vervolgens in de Oude Maas. In 1881 werden de windmolens vervangen door stoomgemaal "De Leeuw van Putten", zodat men niet meer afhankelijk was van wind.

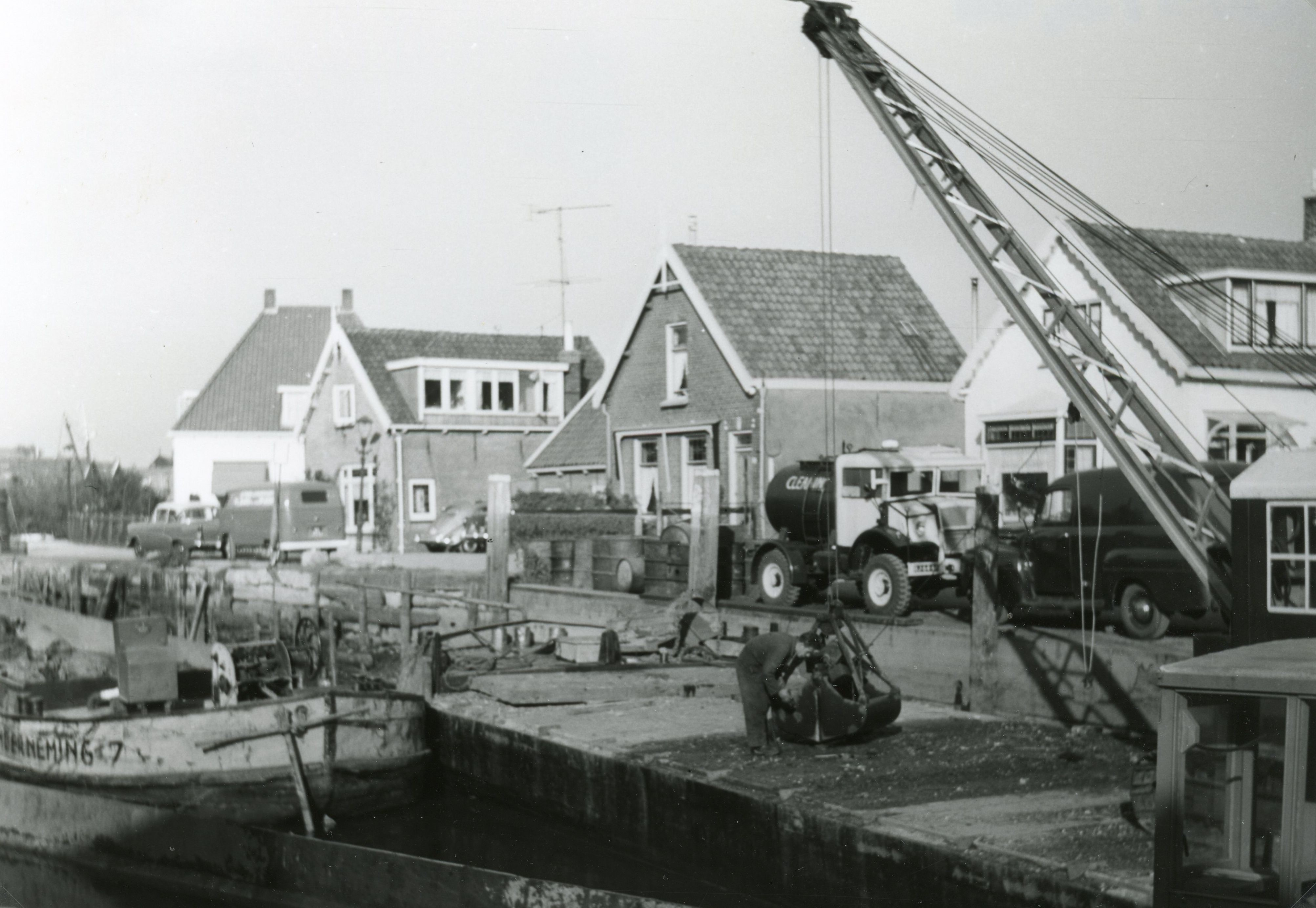
Bedrijvigheid in de haven (Oostkade, 1962)

### De haven als haven
De haven van Spijkenisse is eeuwenlang daadwerkelijk gebruikt als haven, zowel voor de aanvoer van voor Spijkenisse bestemde goederen als voor de afvoer van in Spijkenisse vervaardigde producten. En voor personenvervoer. Want tot 1902 was er geen brug over de Oude Maas en ging veel vervoer over water.
Aanvoer
Met speciale platbodems werden bossen hout, riet en biezen vanuit de omliggende grienden bij Barendrecht of van de Welplaat aangevoerd in de haven. Van daaruit werden ze gedistribueerd over de talloze kleine bedrijfjes die die materialen verwerkten tot o.a. hoepels (voor vaten). Daarnaast werd in de haven o.a. grind voor polderwegen, vaten petroleum, en zand, grind en cement voor de Betonfabriek aangevoerd.
Afvoer
Oogsten van onder andere graan, aardappelen en vlas; daarnaast in Spijkenisse gefabriceerde hoepels en vaten.

### Bron van drinkwater
Voor drinkwater is de Spijkenisser bevolking eeuwenlang aangewezen geweest op een regenbak of regenton naast het huis, en verder op de haven, het Spui (het achterste gedeelte van de haven) of de Boezem. Meestal ging dat goed. Maar niet altijd.
In het vroege voorjaar van 1945 brak er een tyfusepidemie in Spijkenisse uit. Het haven- en Spuiwater bleek besmet. Aan het eind van de oorlog was ook de Spijkenisser bevolking verzwakt; hierdoor èn door het ontbreken van waterleiding en goede riolering werd de tyfus-uitbraak een ware ramp. Er volgden vele maatregelen om de uitbraak beperkt te houden, maar dat alles kon niet verhinderen dat er in totaal bijna 200 mensen besmet raakten waarvan er 19 overleden. Begin juli was de epidemie voorbij en werd het bevrijdingsfeest gevierd. In januari 1946 was Spijkenisse, ondanks de naoorlogse materiaalschaarste, aangesloten op het Rotterdamse waterleidingnet.

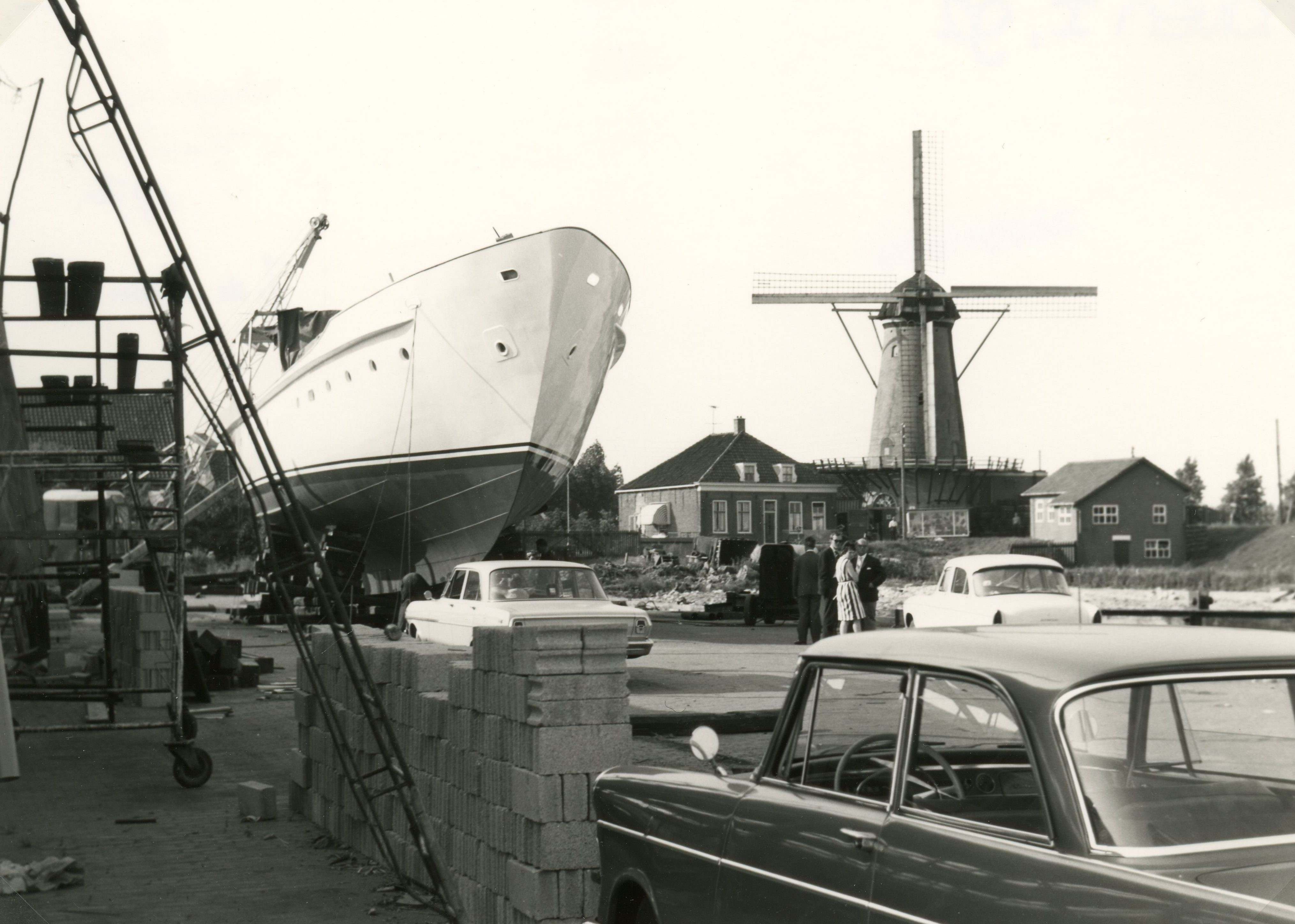
Scheepswerf Van Hamburg (Ganzegors, ±1970)

## Industrie bij de haven
In 1898 werd de eerste steen gelegd voor een dijk en een keersluis in de haven; na voltooiing ervan hoefden de bewoners aan de haven niet meer bij elk hoog tij hun spullen te pakken. Daarna werd op het braakliggende Ganzegors, aan de oostkant van de haven (II op het kaartje), de 'Eerste Nederlandsche Betonfabriek van Kassenbouw', oftewel Bodegoms Betonfabriek, opgericht. De haven diende voor de aanvoer van zand en grind voor het maken van het cement. Later kwam er meer industrie rond de haven, waaronder scheepswerf Van Hamburg. Tussen 1961 en 1966 werd er een heus industrieterrein aangelegd tussen de Schenkeldijk, Groene Kruisweg, Oude Maas en Elementenweg. Speciaal voor het aantrekken van grotere schepen werden bestaande dijken verhoogd en nieuwe aangelegd, de keersluis vervangen door een grotere, en de haven verlengd, verbreed en uitgegraven. Zo'n vijftig jaar later ging het industrieterrein op de schop omdat het overbodig was geworden. Er komt een woonwijk voor in de plaats.

## Haven open, haven dicht

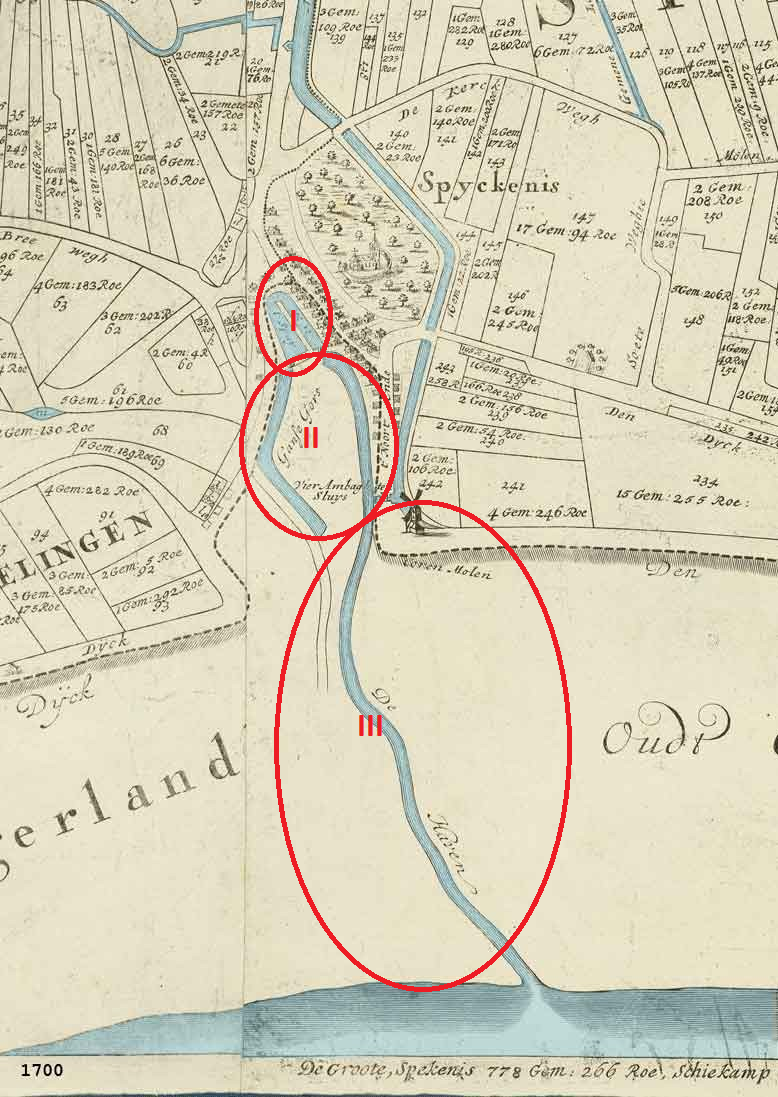
Kaart haven Spijkenisse 1700; NB de kaart is ruim een kwartslag gedraaid, het noorden is rechtsonder, de Oude Maas onderaan de kaart.

Het achterste deel van de haven, het Spui (bij de Nieuwstraat, I op het kaartje), werd gedempt in 1963. Het sluisje verdween en het spuien van het water bij eb kwam tot een eind. Het nieuwe terrein werd gebruikt voor parkeren, weekmarkt (vanaf maart 1968), de jaarlijkse kermis en andere evenementen. Dit Gedempte Spui werd op 5 mei 1970 hernoemd in Rademacherplein, naar de dorpsdokter van 1921-1953, dus tijdens de Tweede Wereldoorlog en de tyfusepidemie.
Begin 1974 kwamen er plannen om de hele haven te dempen. Hiertegen kwam protest vanuit de bevolking. Als compromis werd besloten tot een gedeeltelijk open haven. De haven werd bij de molen afgesloten, daar kwam een dam in de haven (op de grens van II en III op het kaartje; de Schenkelweg, aangelegd najaar 1975). Omdat stoomgemaal de Leeuw van Putten nog steeds het overtollige polderwater vanuit de Vierambachtenboezem moest kunnen lozen, werd er onder de nieuwe dam een afwateringsriool aangelegd. De zuidoostelijke arm van de haven, aan de andere kant van het Ganzengors (de linkeraftakking bij II op het kaartje), werd gedempt.
Het Rademacherplein werd vanaf 1979 bebouwd, waardoor er een smalle straat overbleef, die werd omgedoopt tot Rademacherstraat. De weekmarkt verhuisde naar het plein naast de Dorpskerk.
Daarna is de haven nog enkele malen opgeknapt zodat het nu een geschikt gebied is voor recreatie en uitgaansleven.

## Recente foto's
Van de Kaaistraat naar de Oude Maas

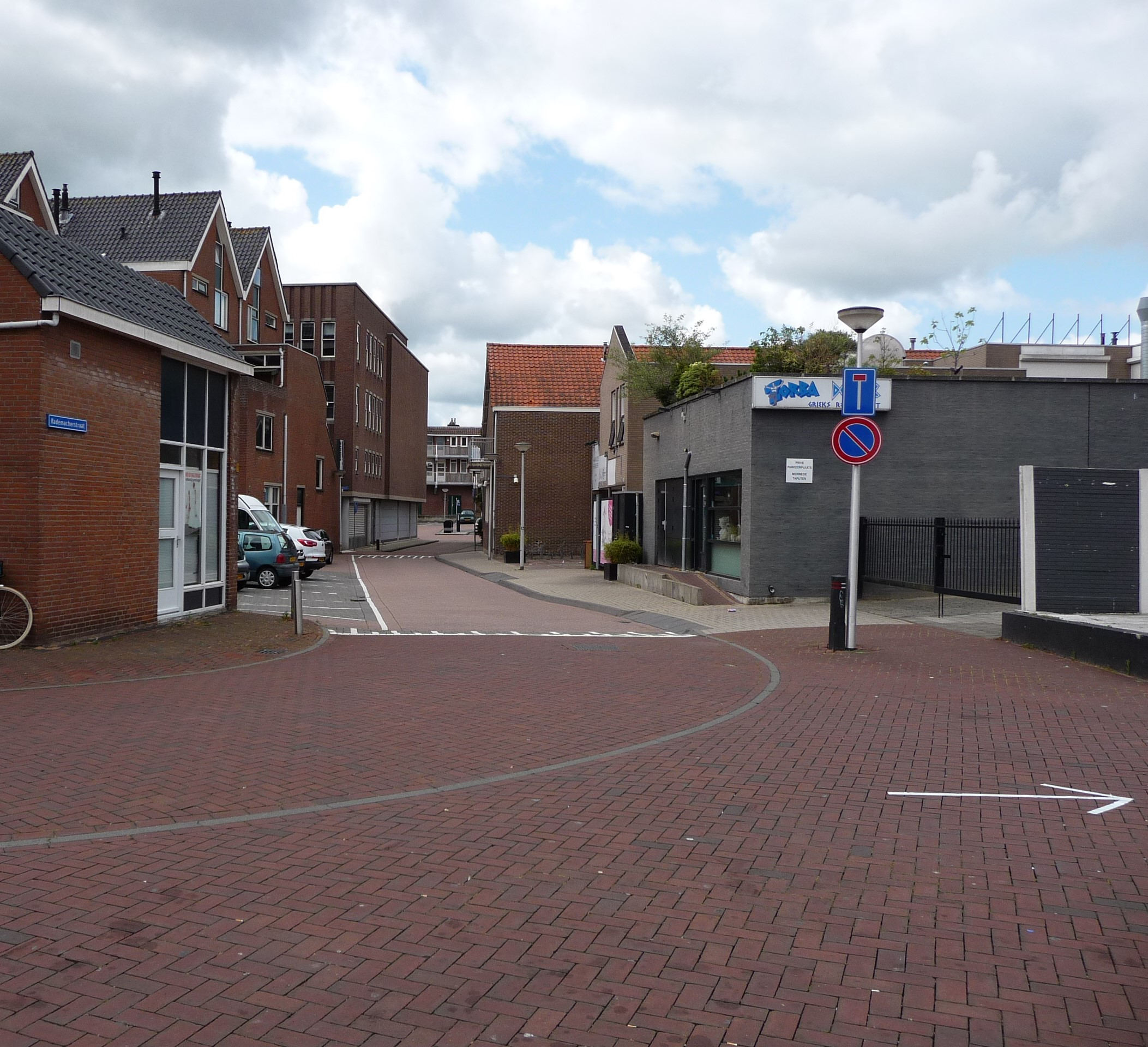
I. Rademacherstraat
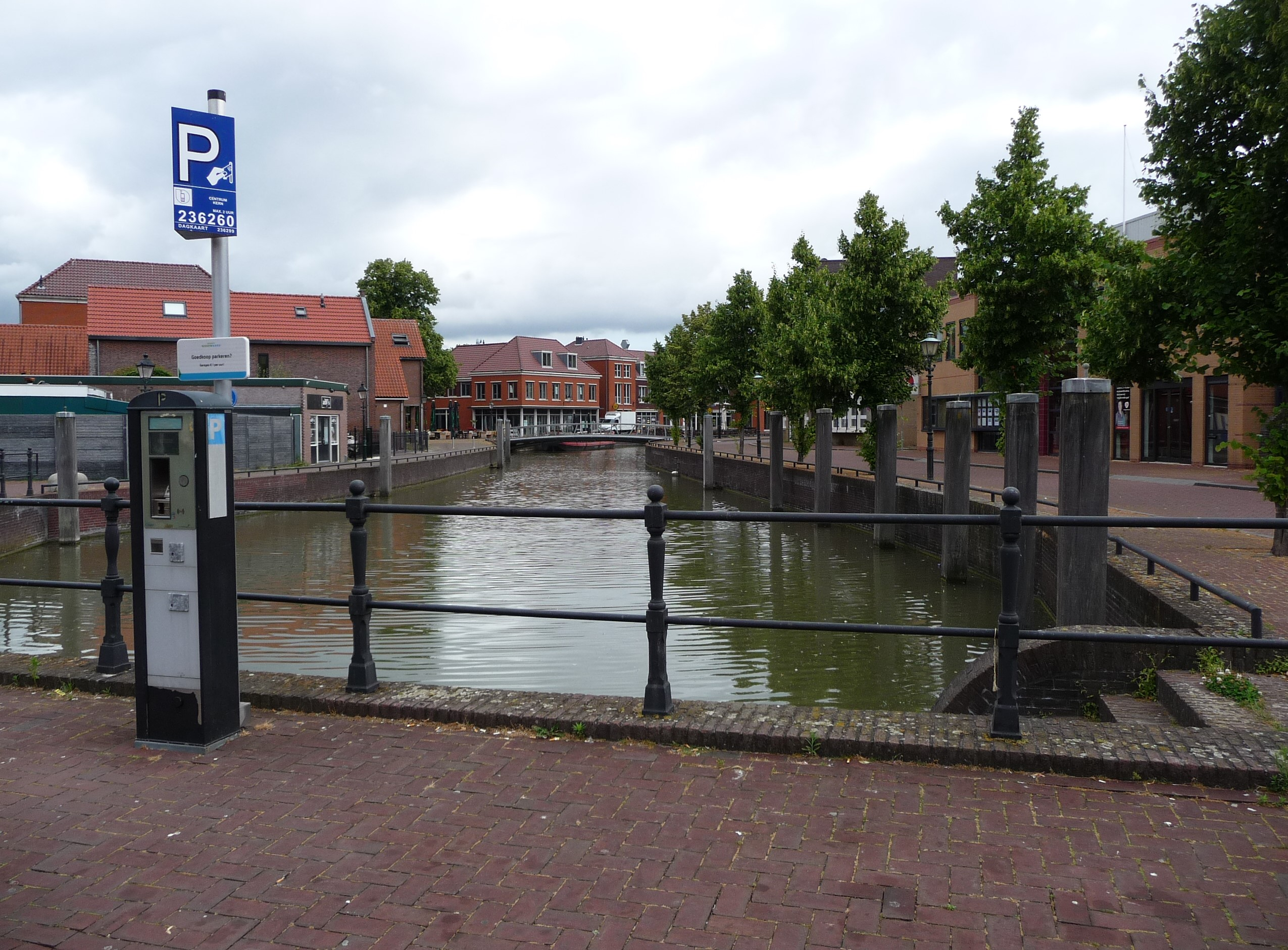
II Vanaf Kaaistraat
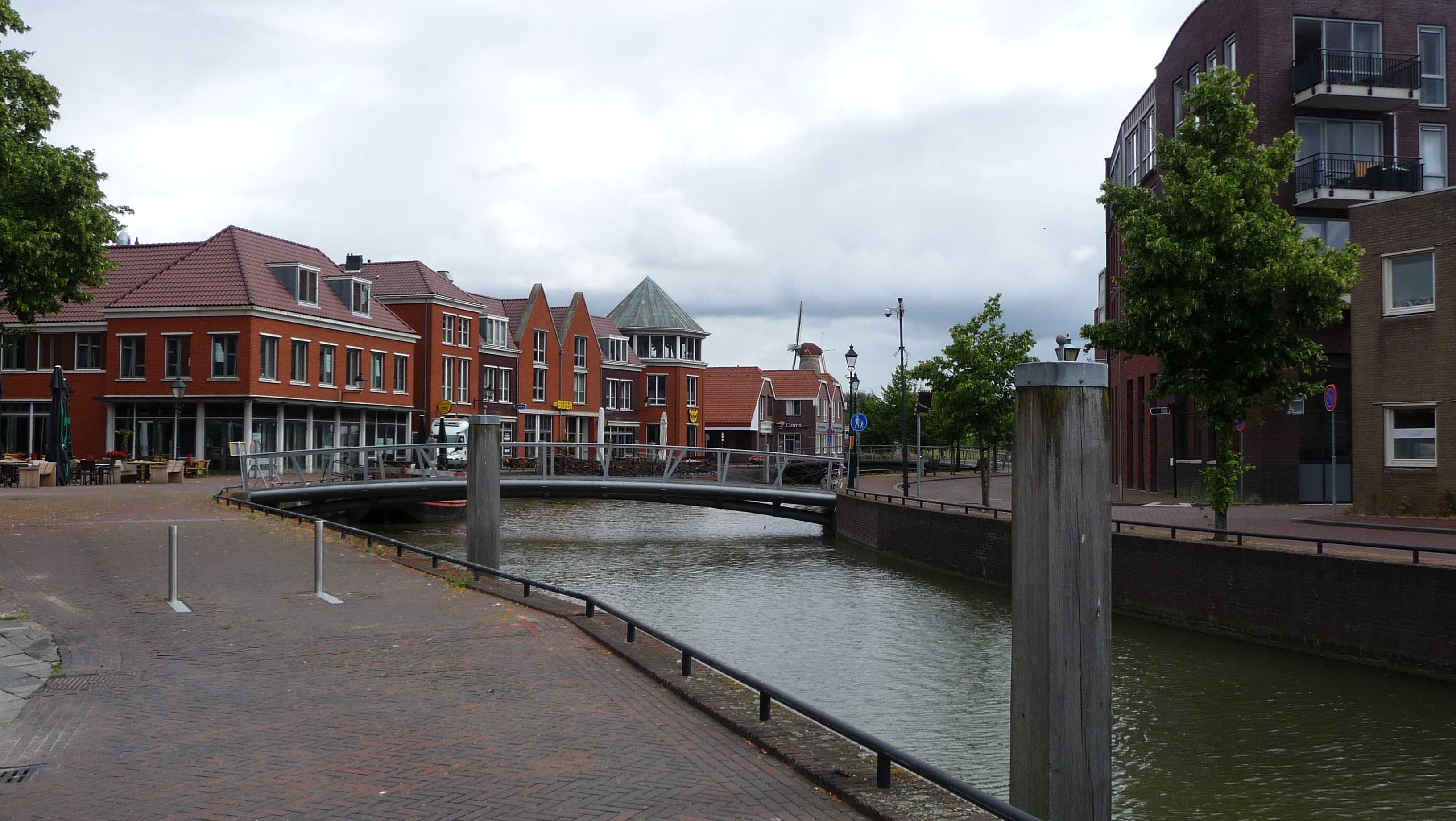
II Vanaf Westkade
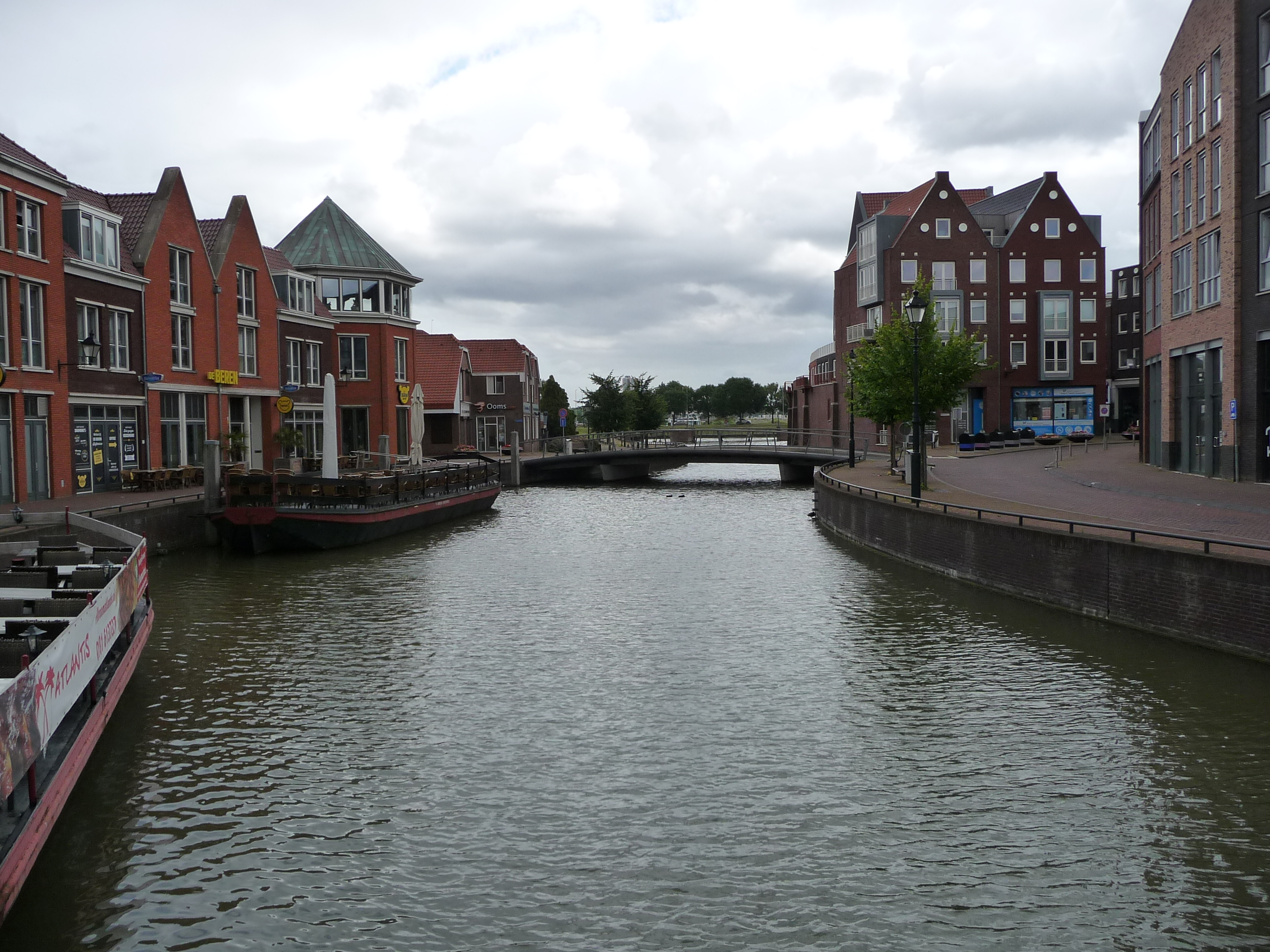
II Vanaf brug Havenplein
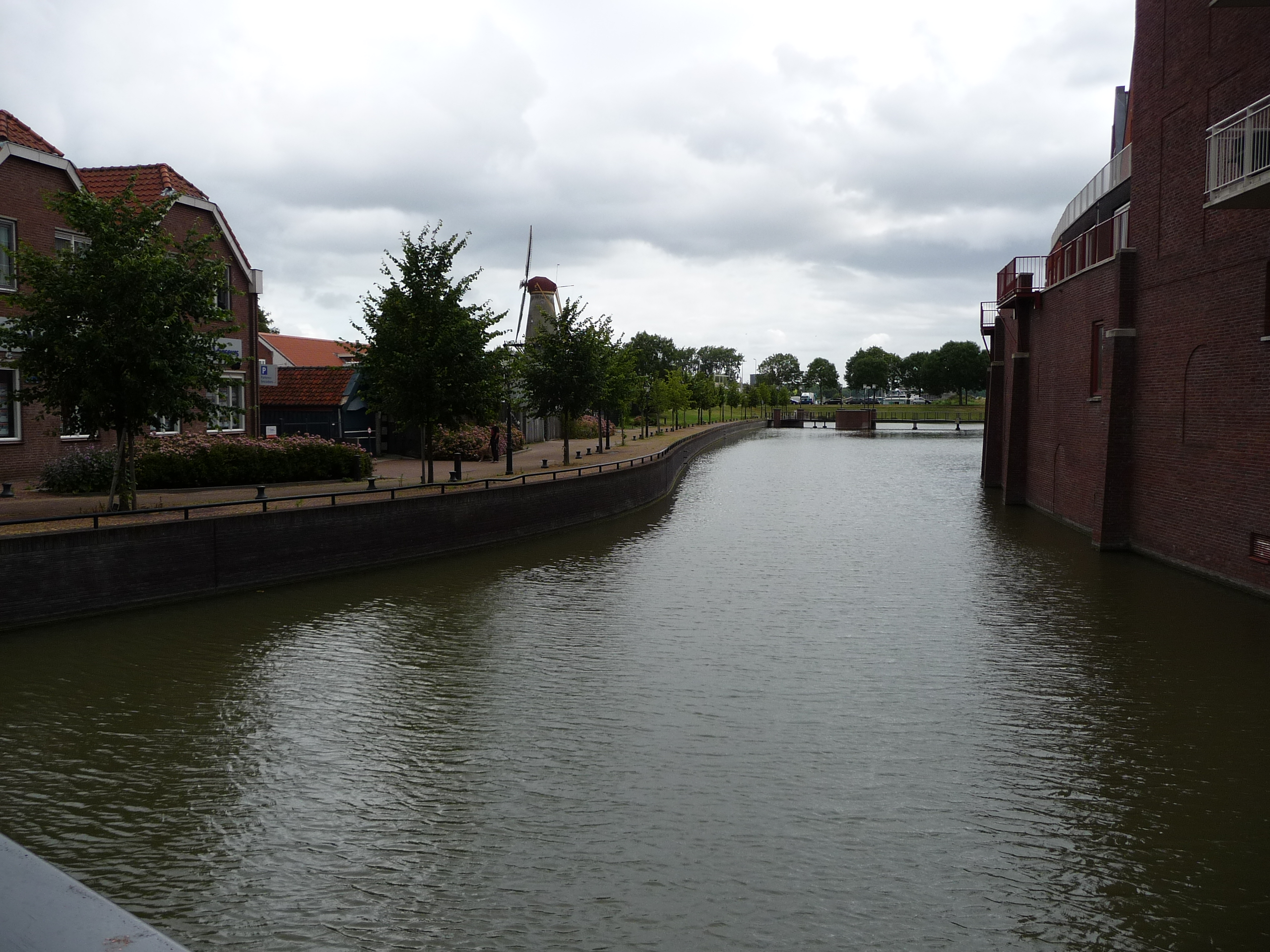
II Vanaf brug Noordkade
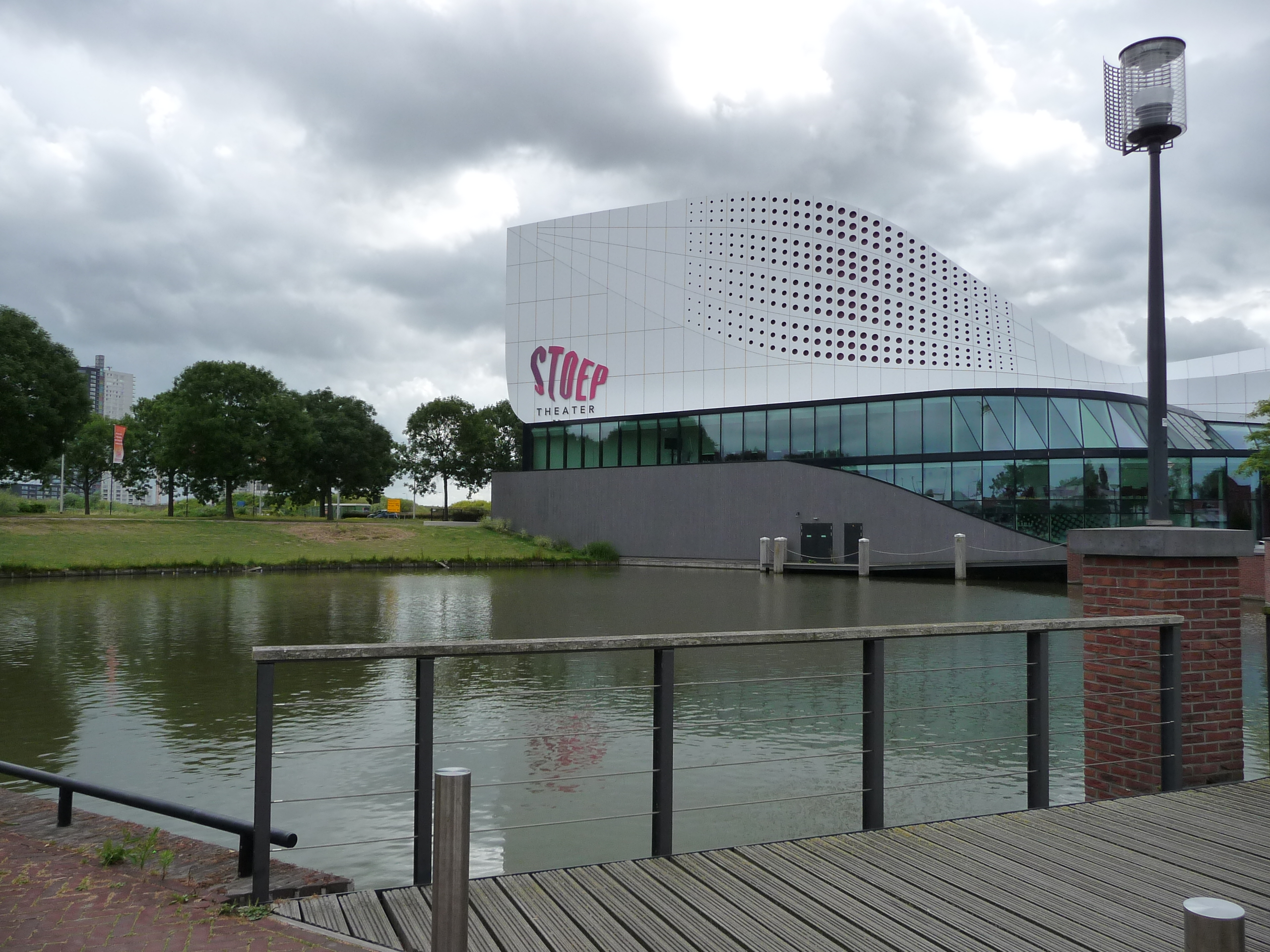
Einde II bij De Stoep en Schenkelweg
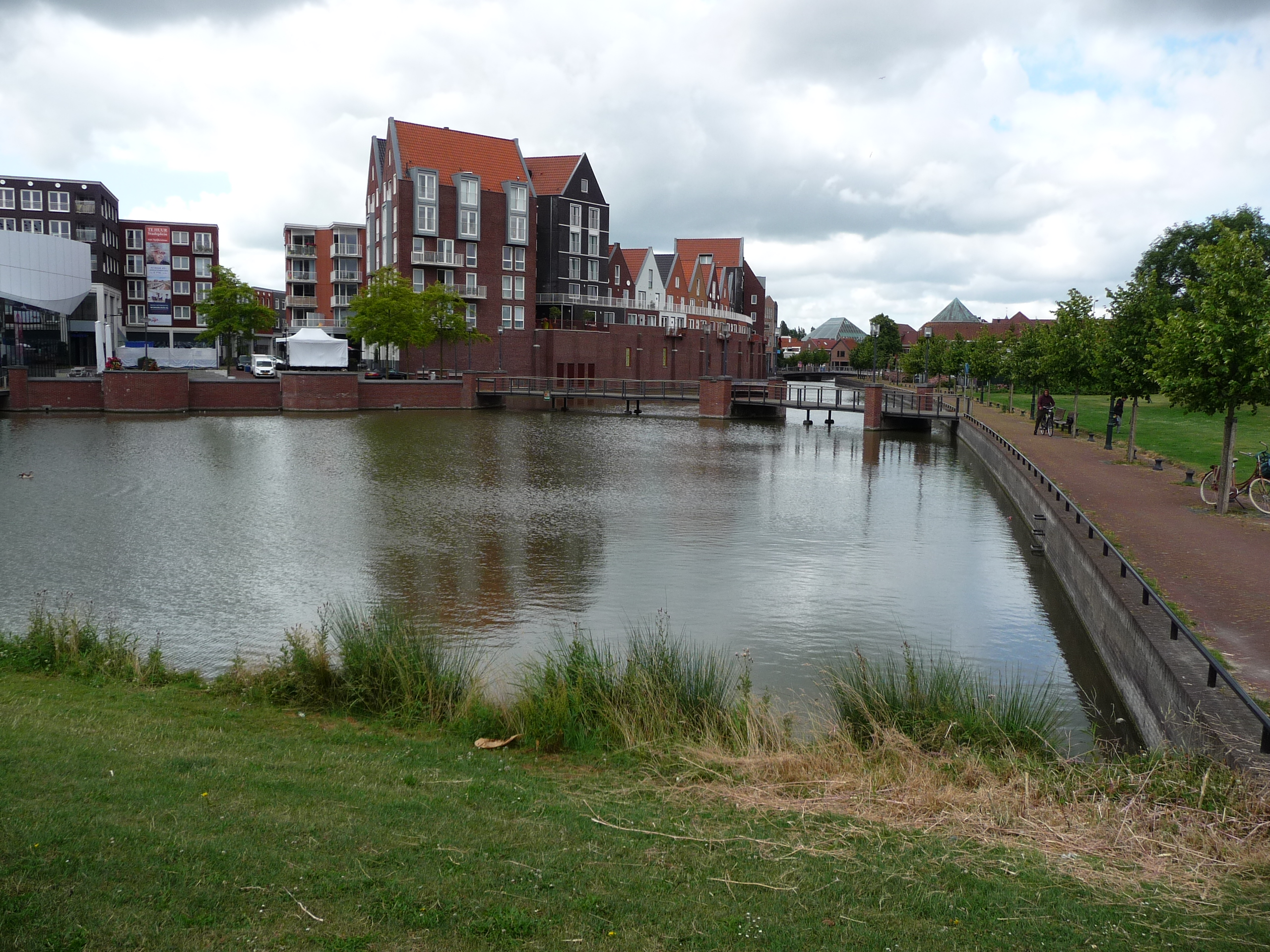
II Terugblik vanaf Schenkelweg naar Noordkade
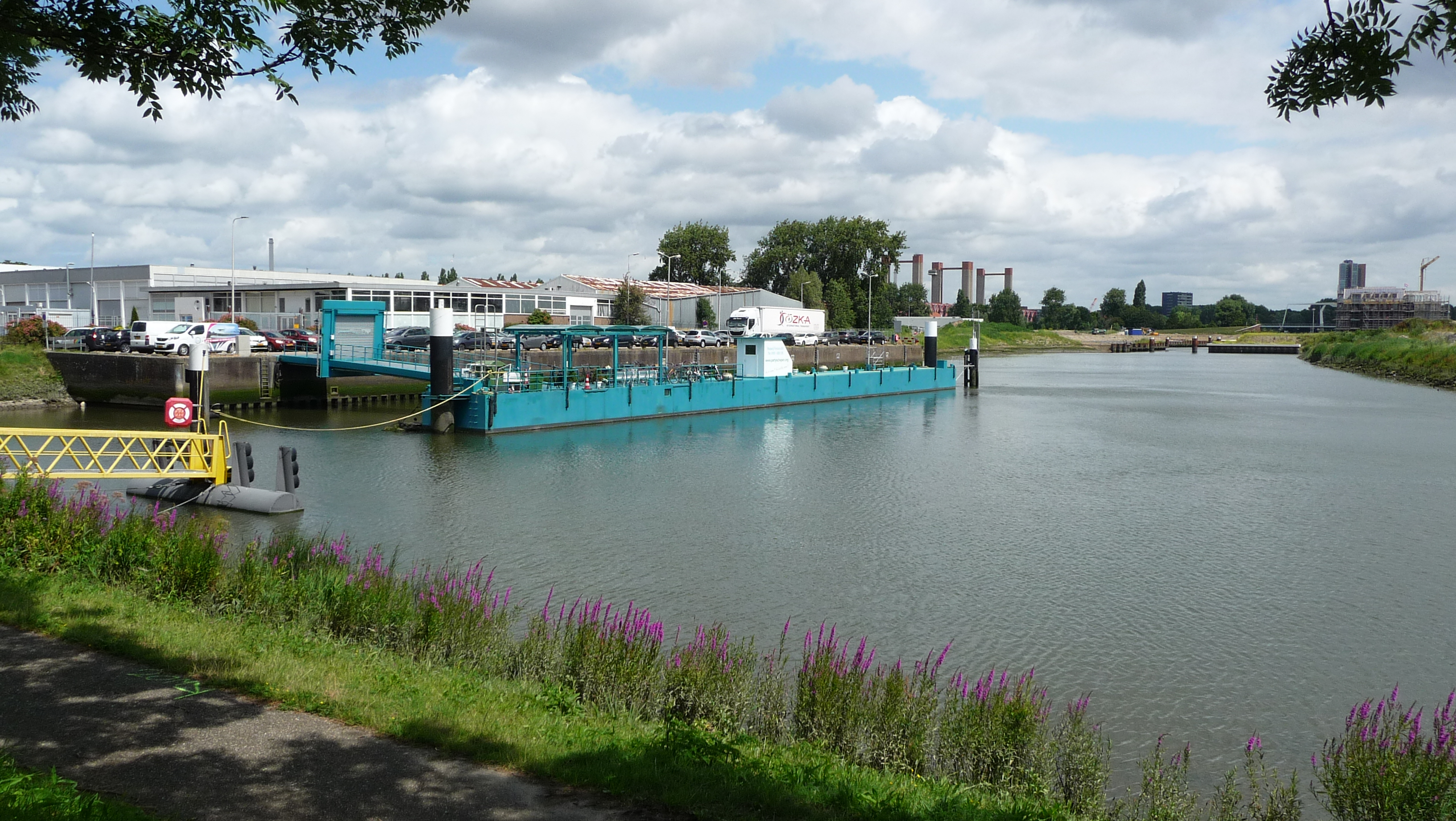
III Vanaf Schenkelweg richting Oude Maas
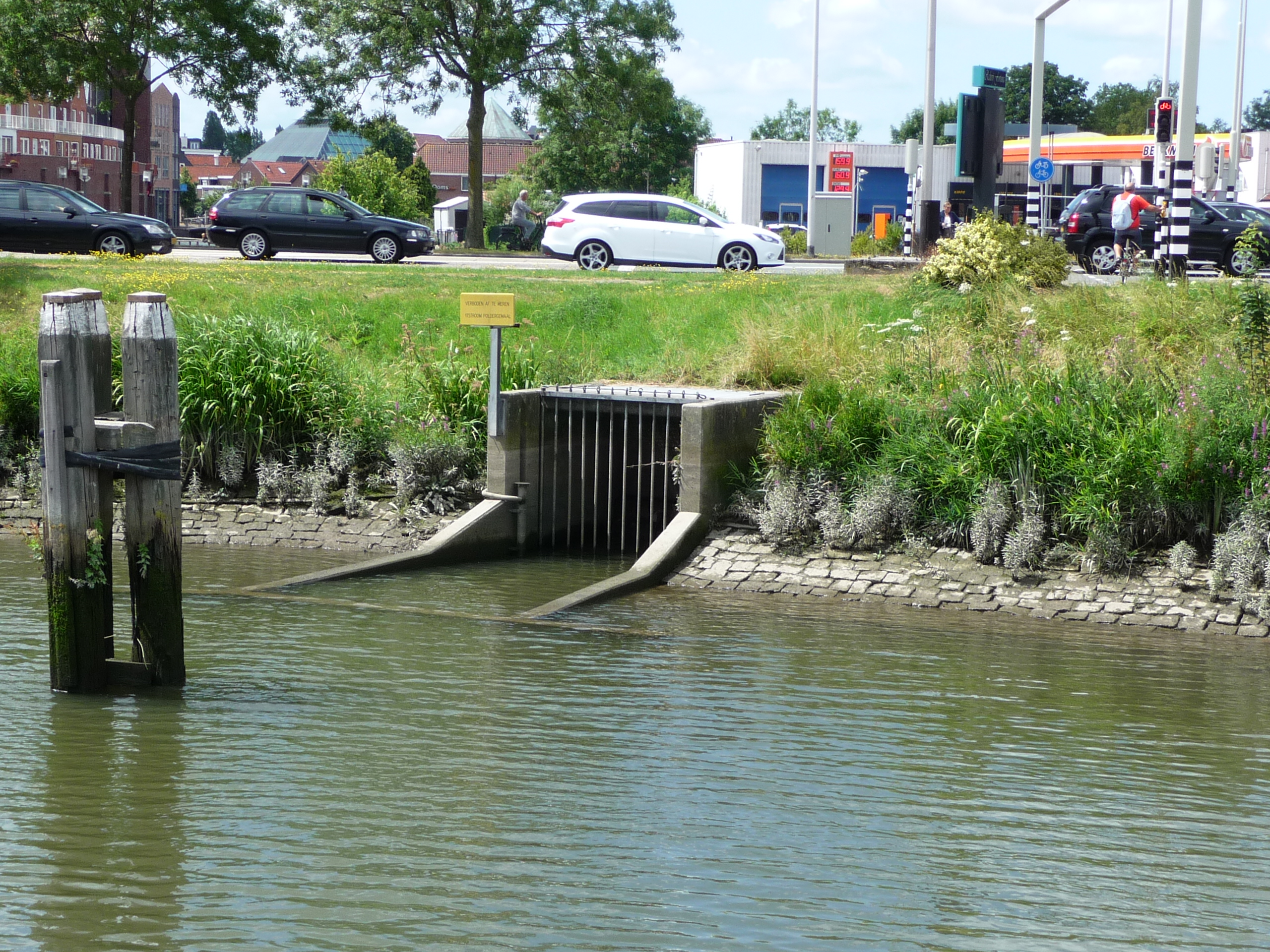
III Uitstroom poldergemaal (Schenkelweg)
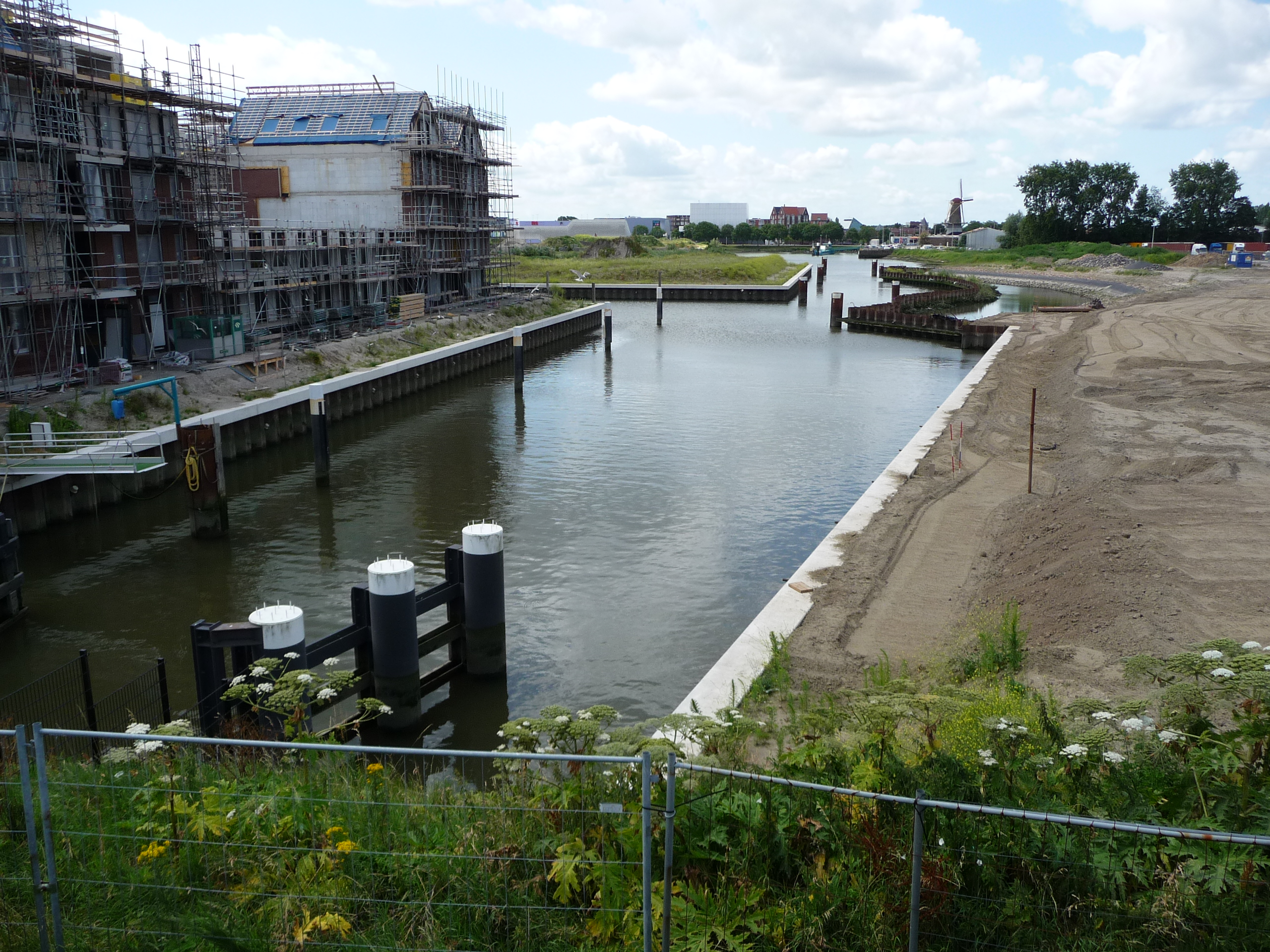
III Vanaf de sluis richting Spijkenisse-centrum
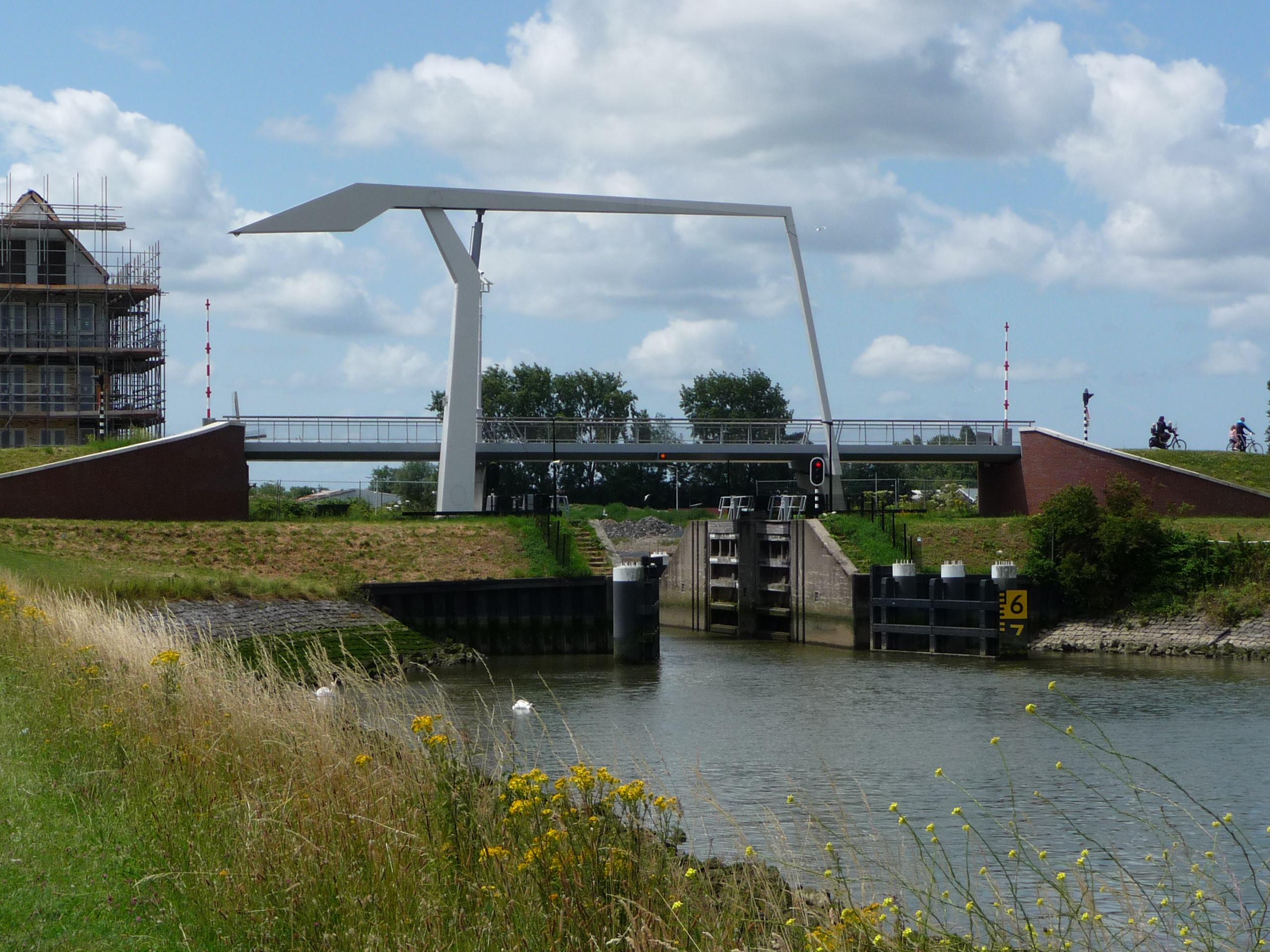
III Sluisdeuren bij Oude Maas
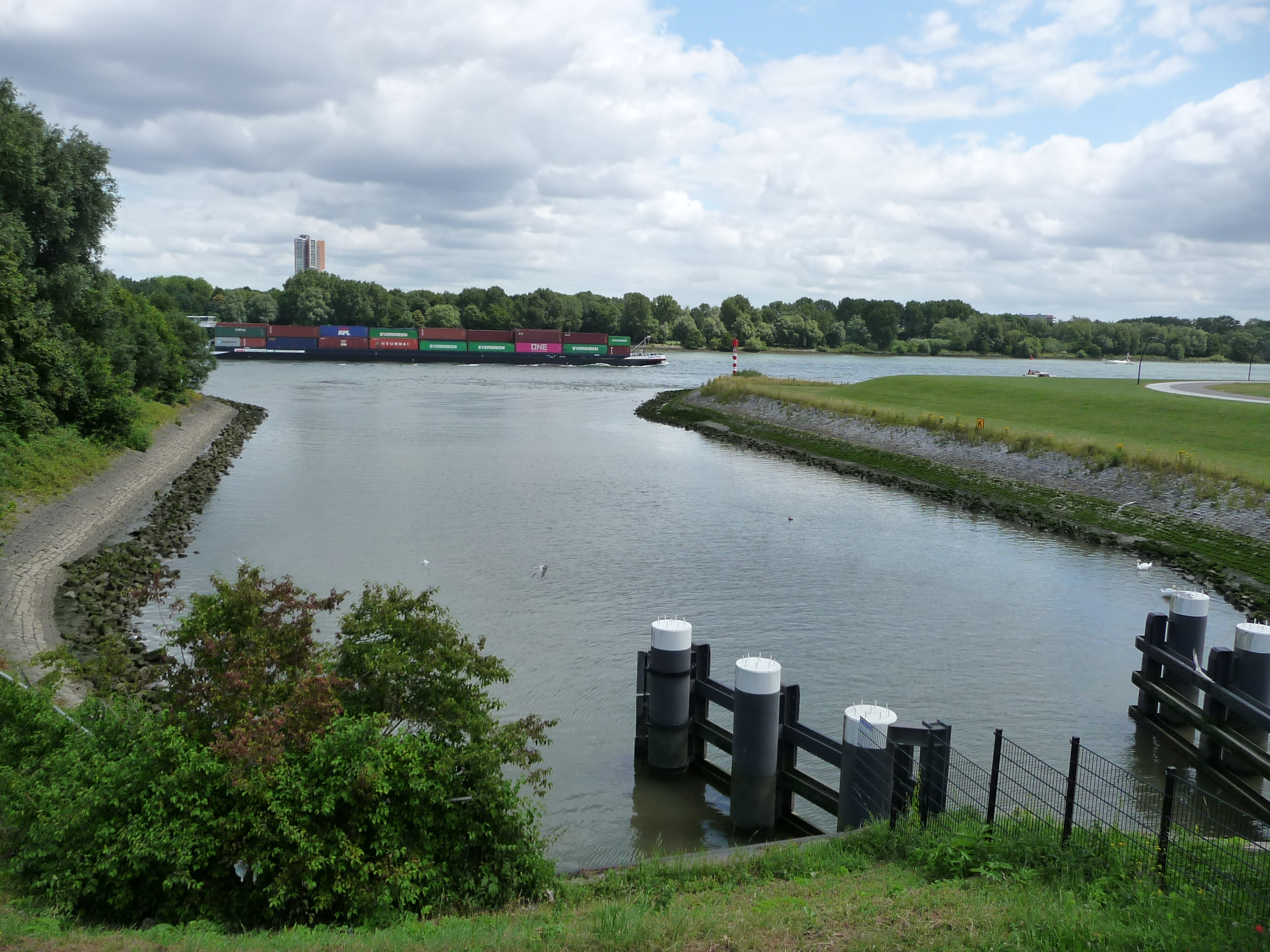
III Uitstroom haven in Oude Maas (vanaf de sluis)

## Historische foto's

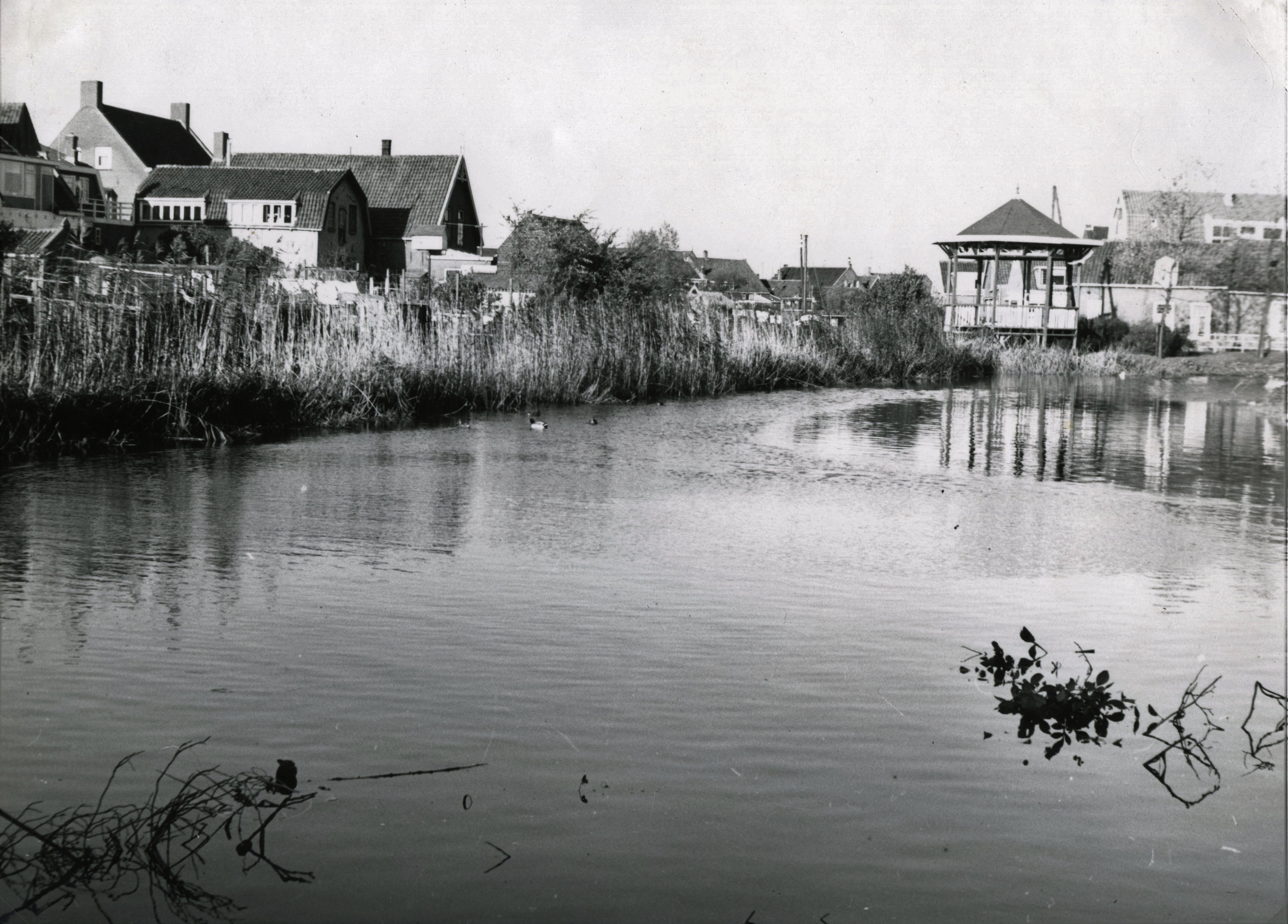
I Voormalig Spui, nu Rademacherstraat, achterzijde Voorstraat (1961)
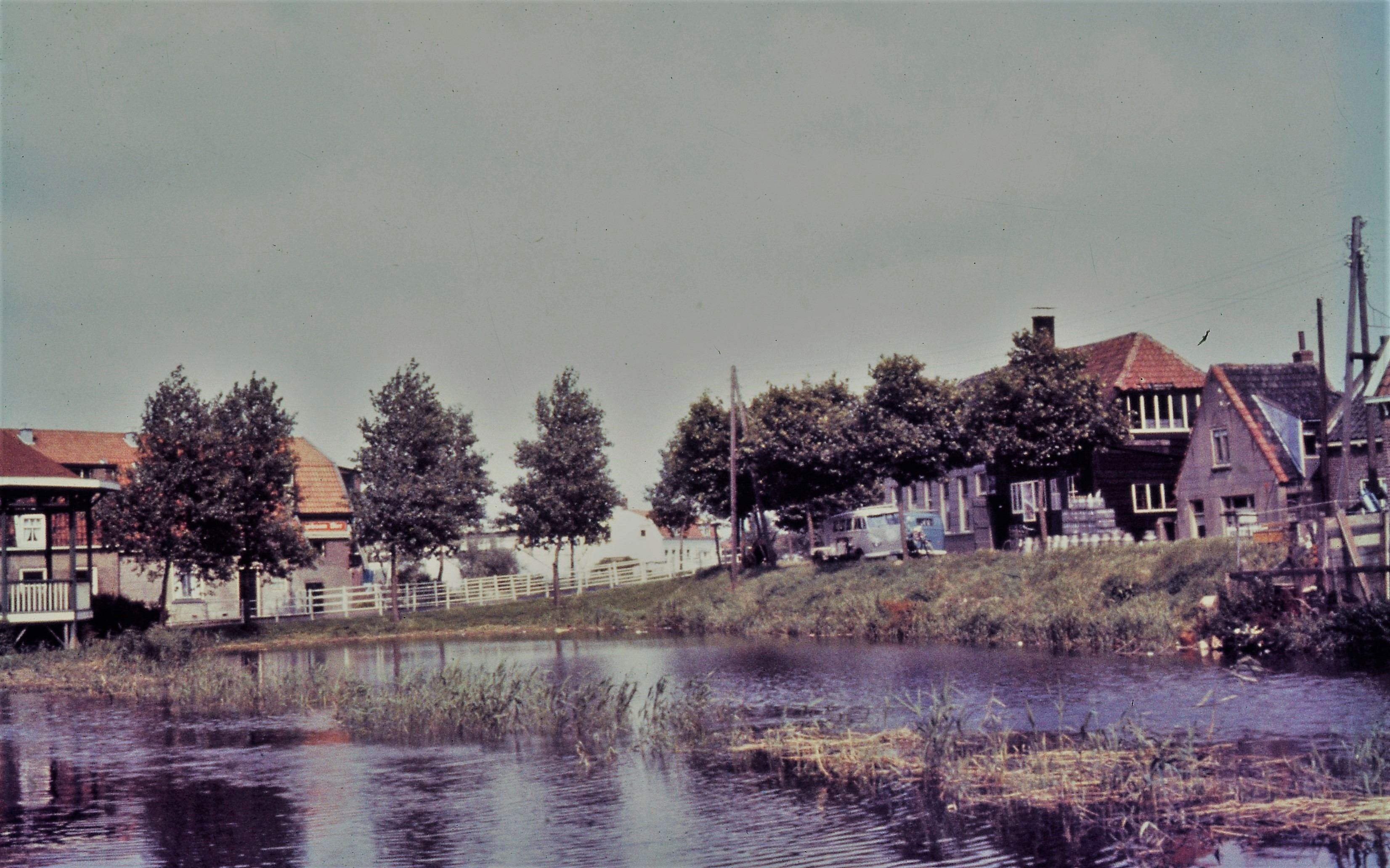
I Voormalige Spui, nu Rademacherstraat, achterzijde Nieuwstraat (1960)
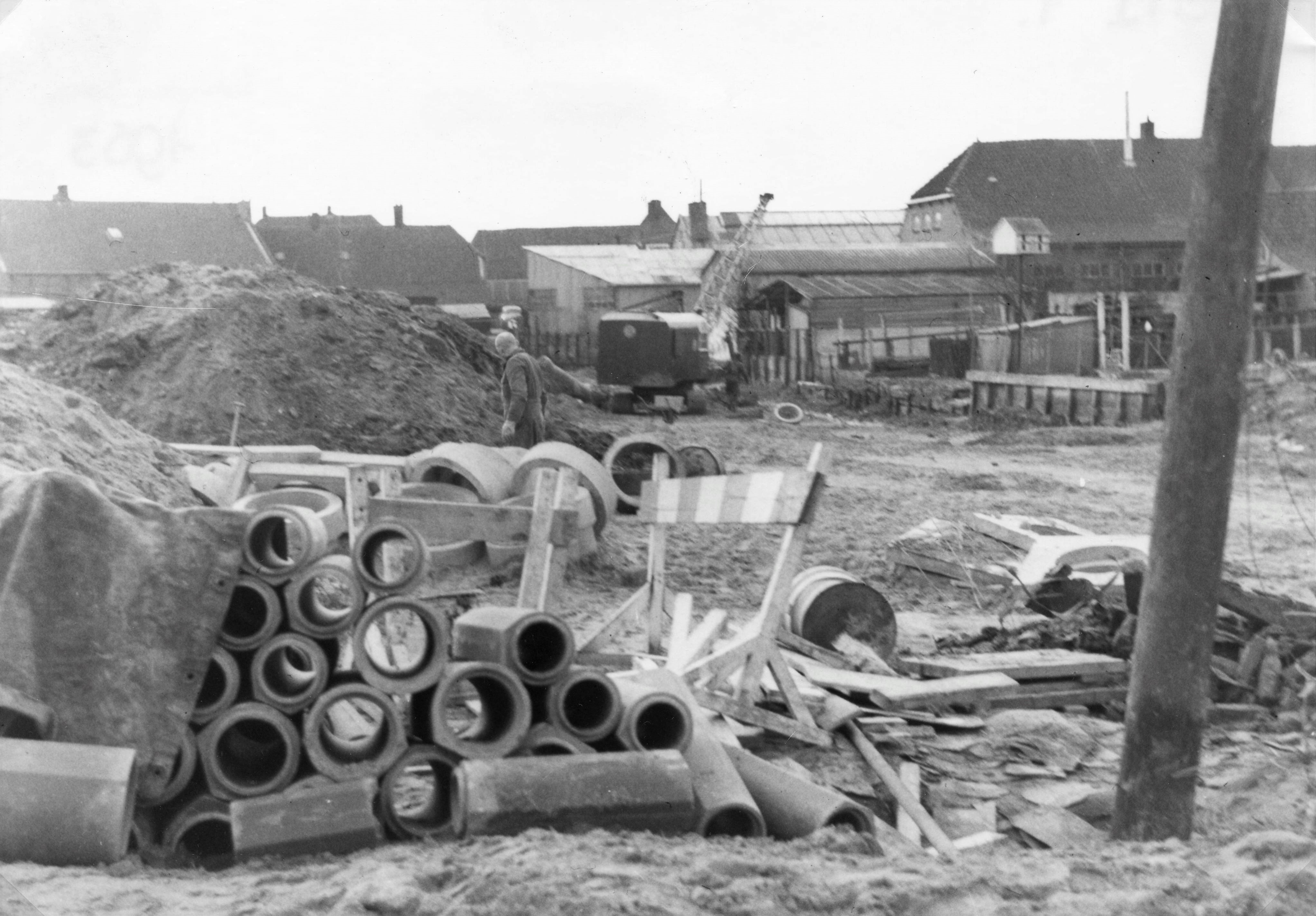
I Dempen van het Spui - aanleg Rademacherplein 1964
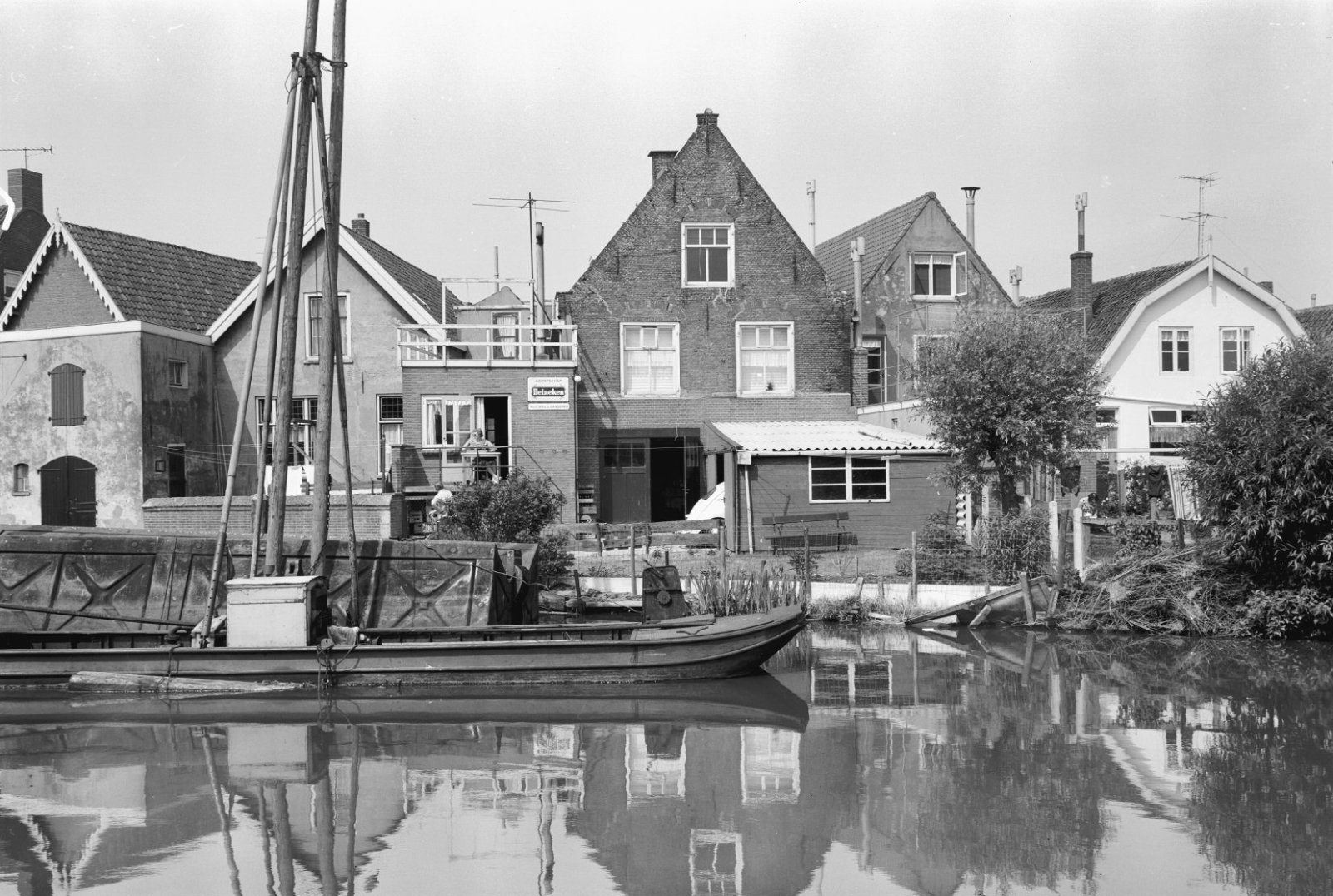
II Westkade, achtergevels huizen Voorstraat (1964)
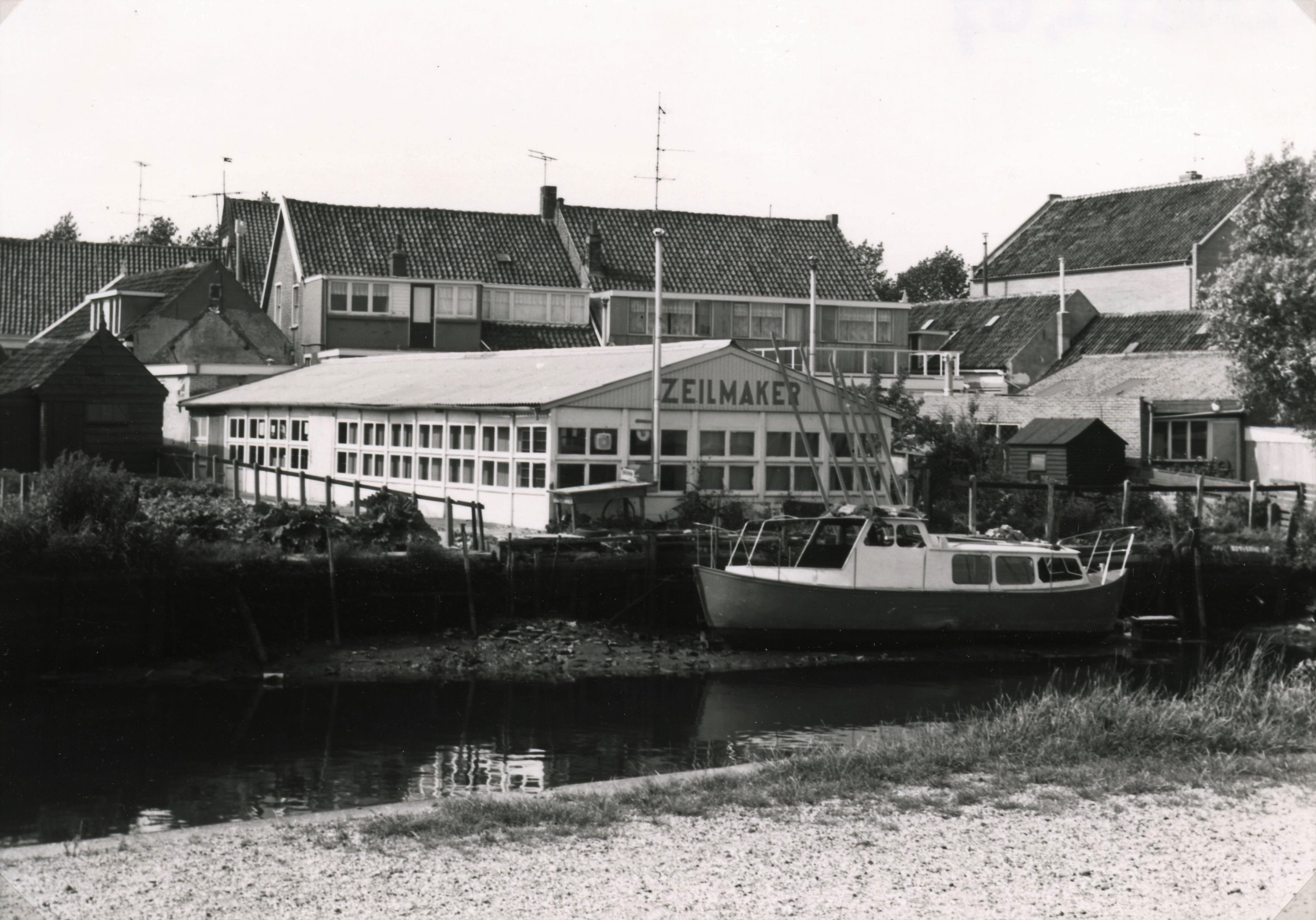
II Achterzijde Noordeinde (±1966)
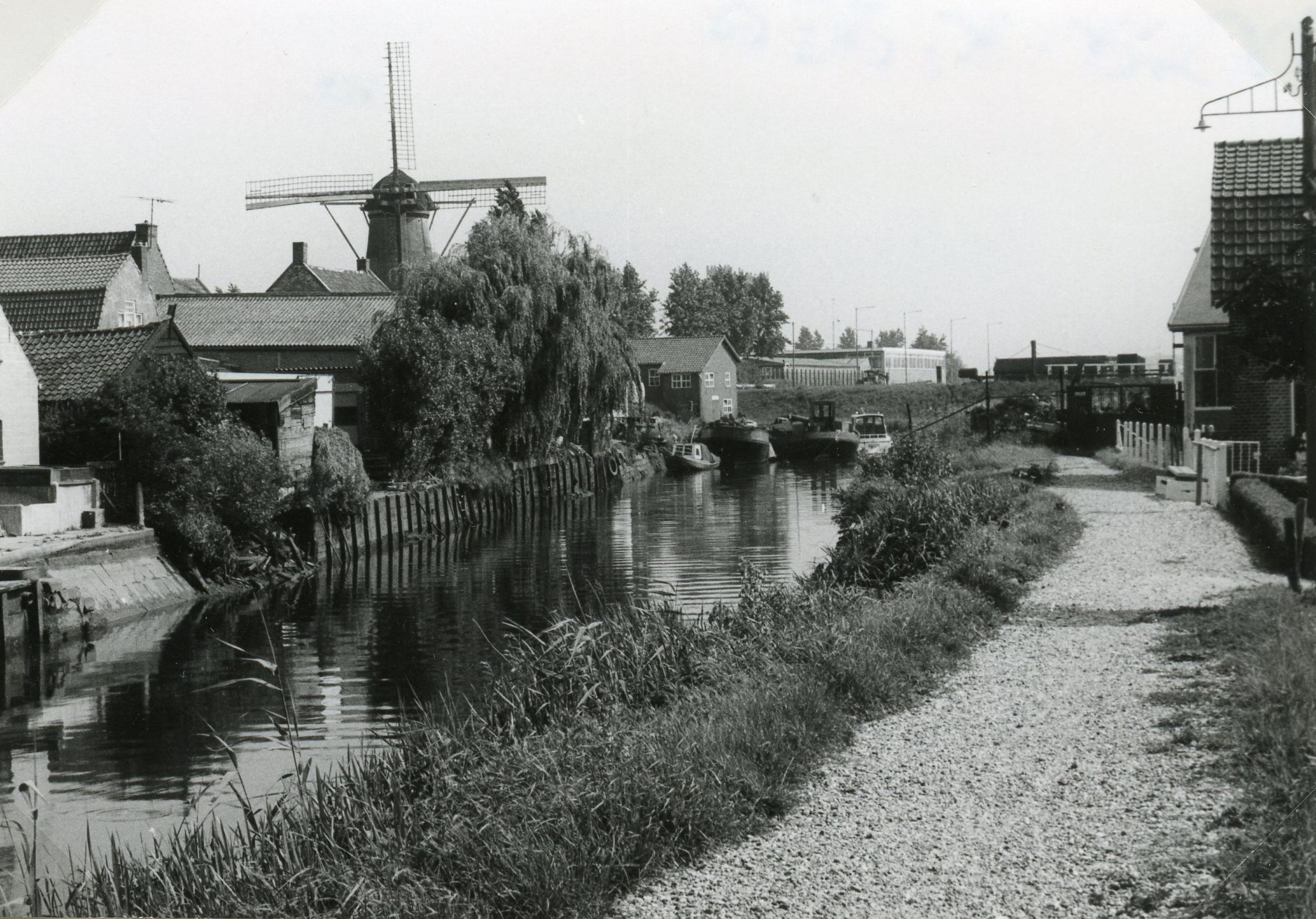
II Achterzijde Noordeinde (1970)
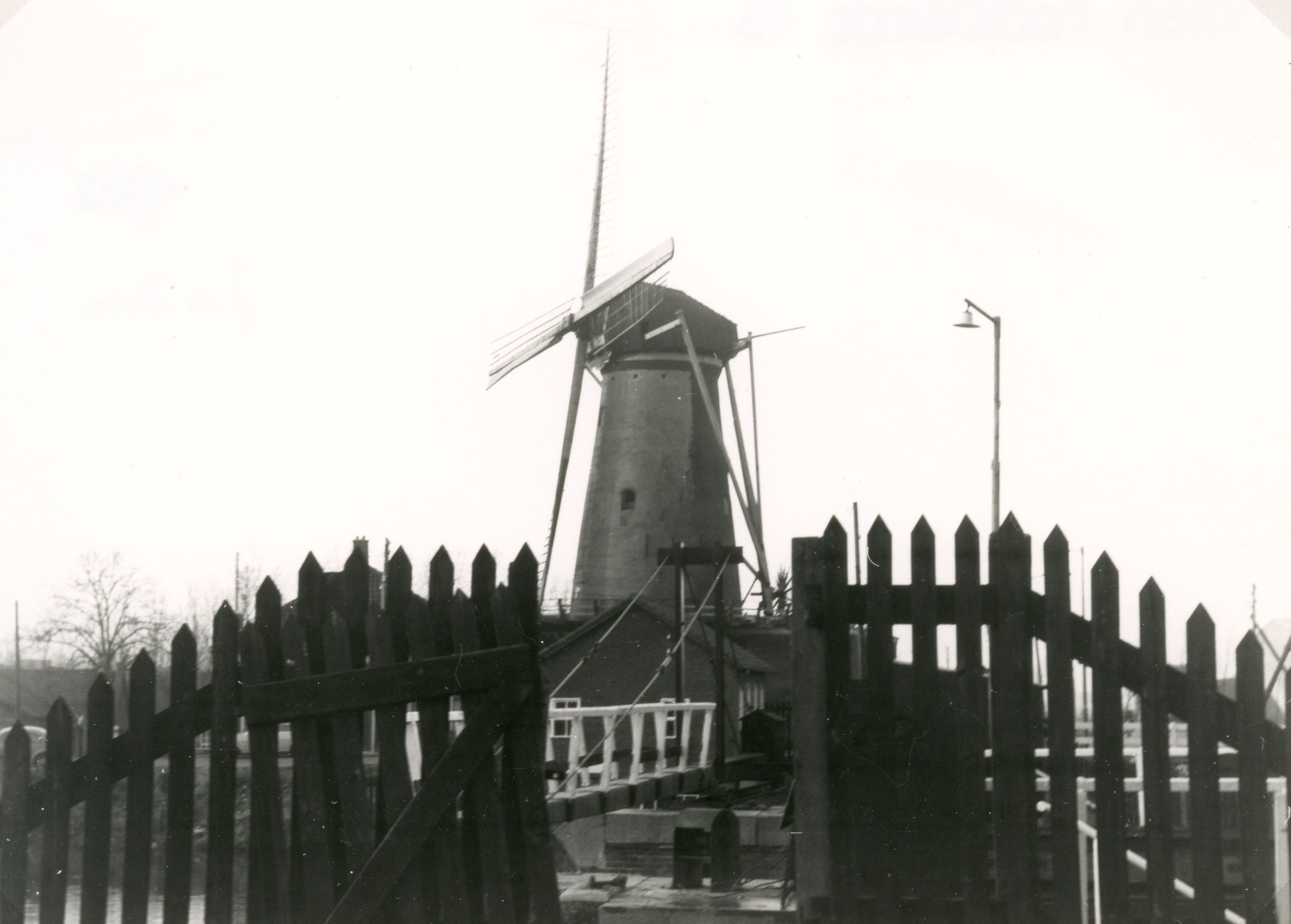
II Molen met oude sluis en loopbrug (1962)
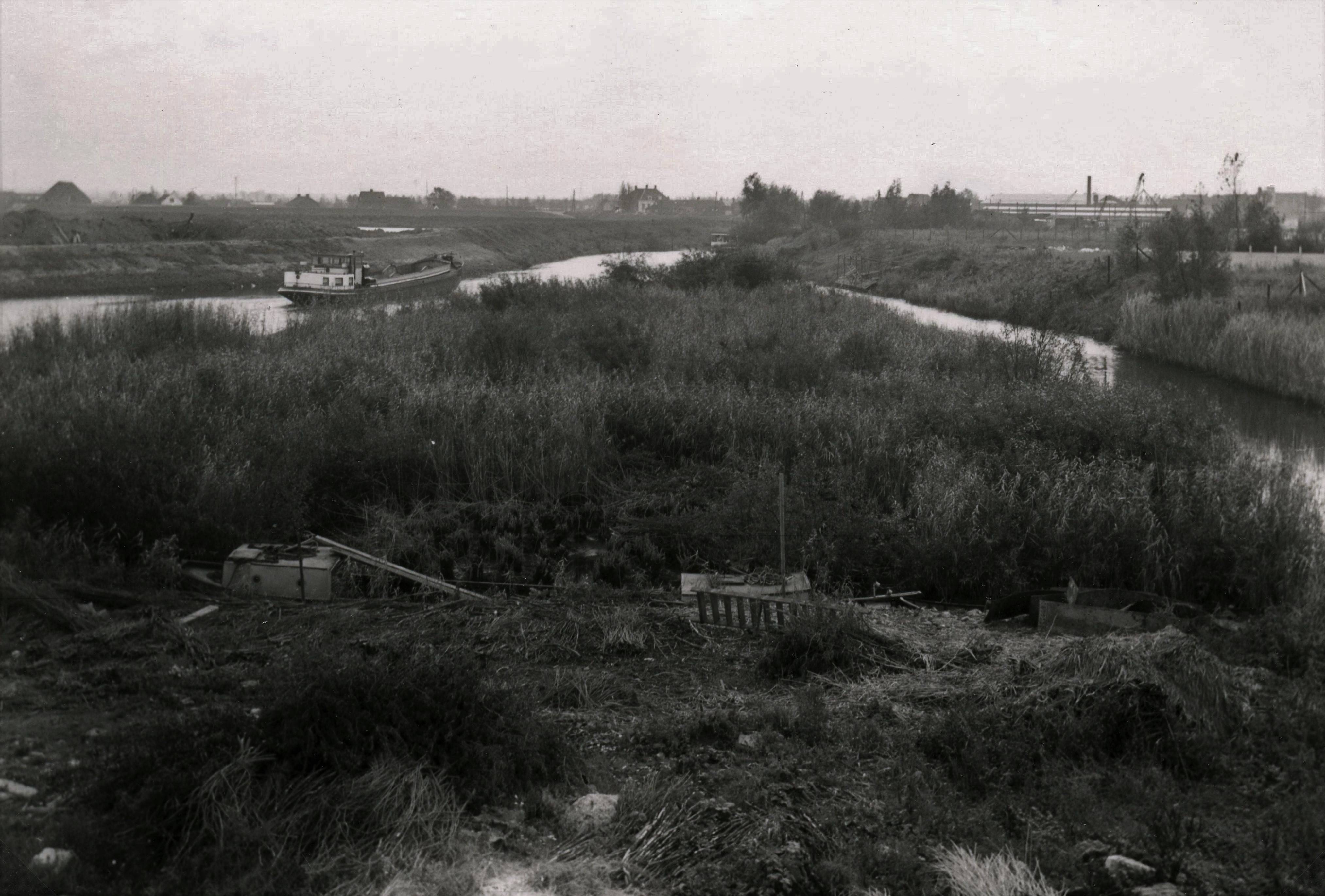
II Ganzegors met grienden (±1963)
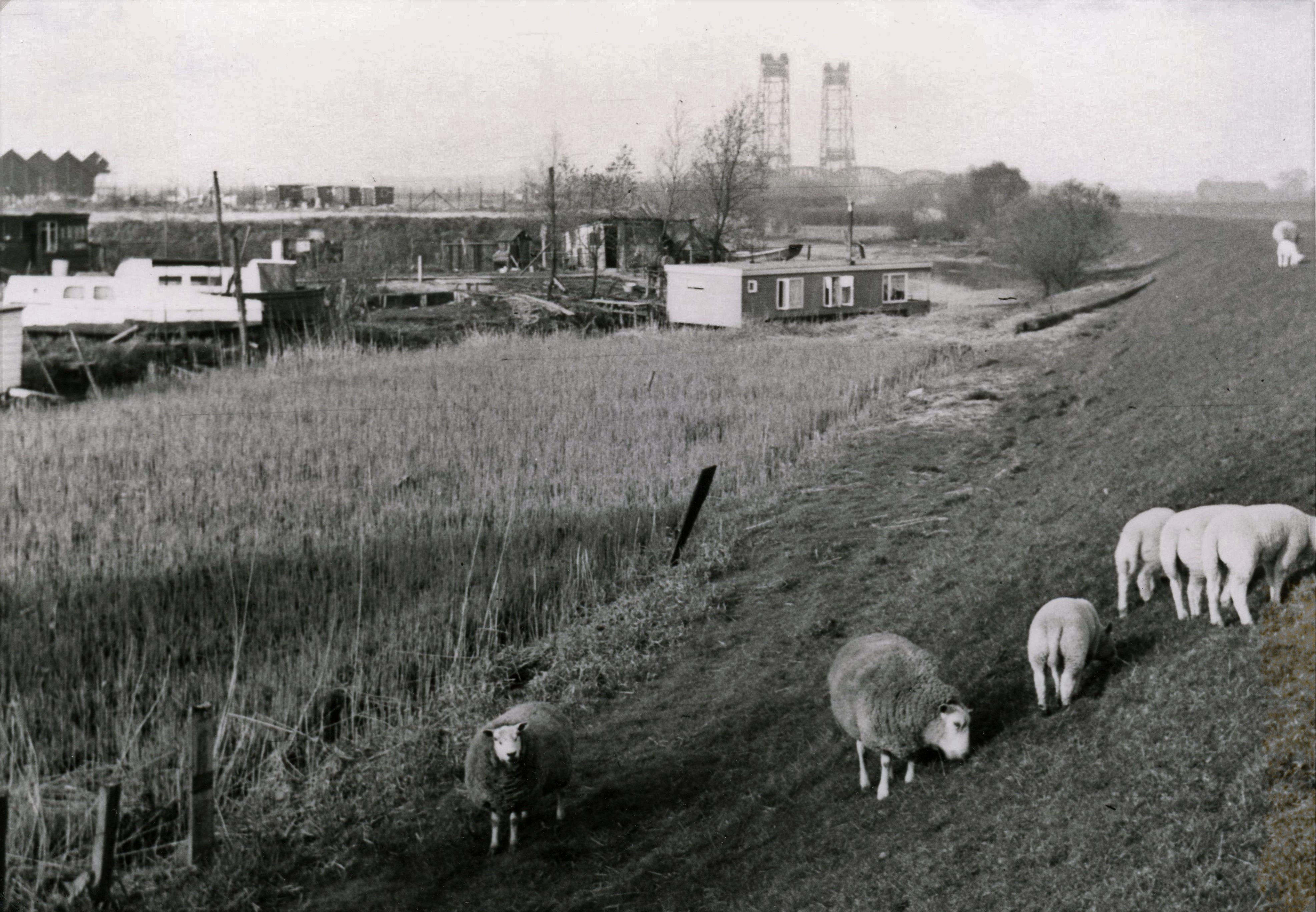
II Schapen op het gors (±1963)
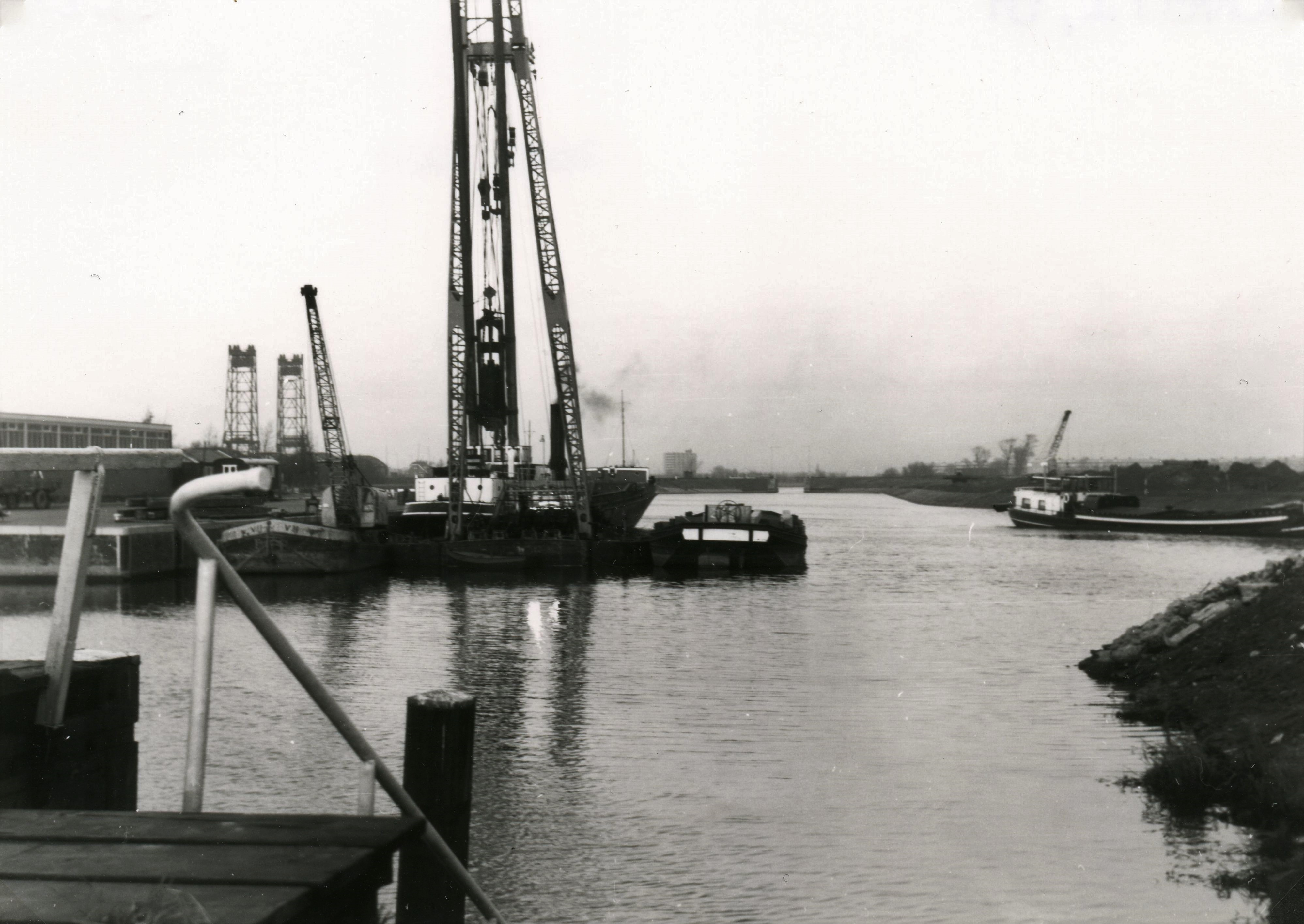
III Vanaf Schenkelweg naar de sluis bij Oude Maas (1961)
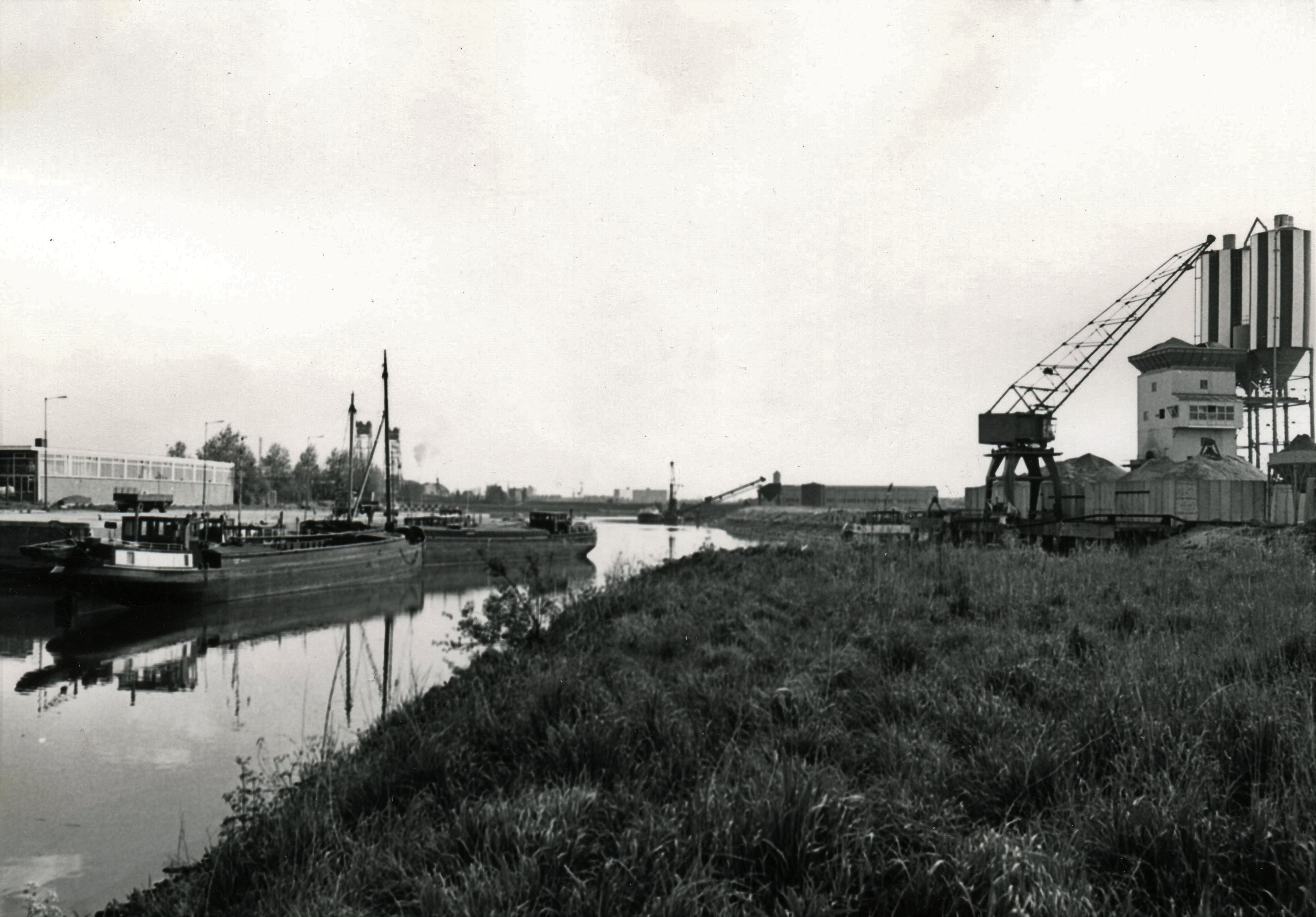
III Betonfabriek aan de haven (1978)
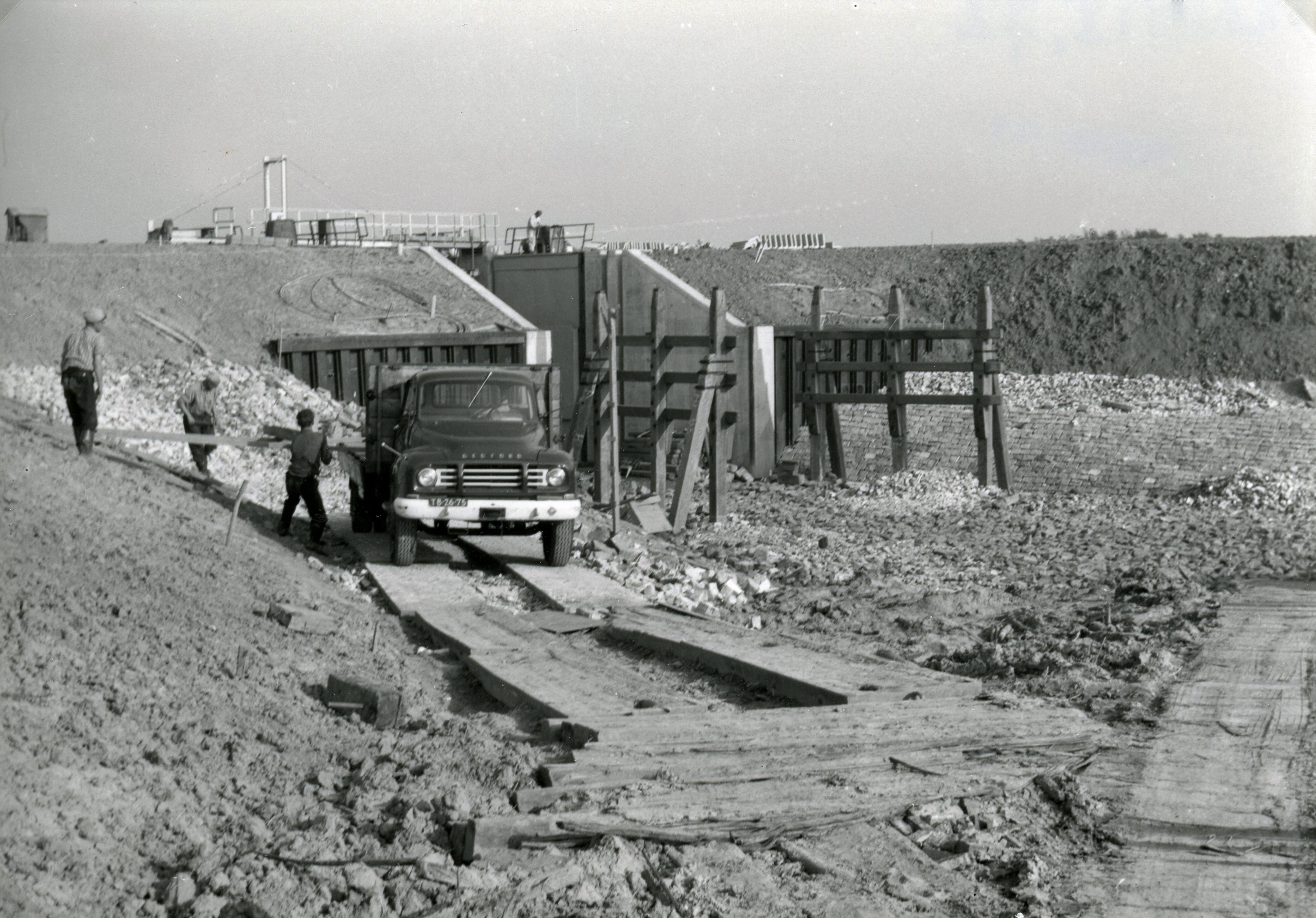
III Werkzaamheden nieuwe sluis (1963)
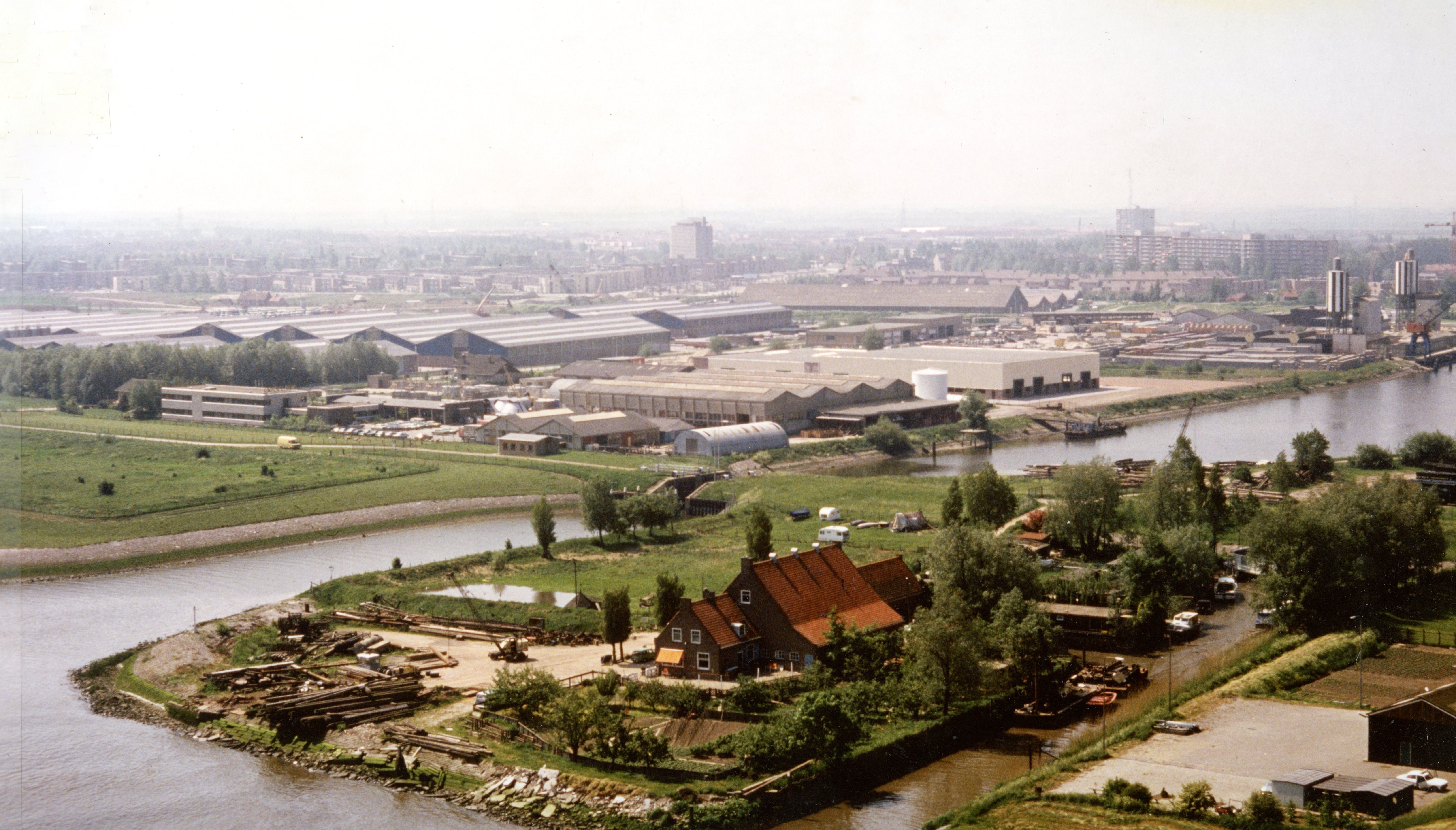
Links: uitstroom in de Oude Maas (1986) (rechter inham: voormalige Spijkenisser Veer)